# Kampf um Ungarn
1941: Białystok-Minsk – Dubno-Luzk-Riwne – Smolensk – Uman – Kiew – Odessa – Leningrader Blockade – Wjasma-Brjansk – Charkow – Rostow – Moskau – Tula

1942: Rschew – Charkow – Ljuban/Wolchow – Kertsch/Sewastopol – Fall Blau – Kaukasus – Stalingrad – Operation Mars

1943: Woronesch-Charkow – Operation Iskra – Nordkaukasus – Charkow – Kursk – Orjol – Donez-Mius – Donbass – Belgorod-Charkow – Smolensk – Dnepr – Kiew

1944: Dnepr-Karpaten – Leningrad-Nowgorod – Krim – Wyborg–Petrosawodsk – Operation Bagration – Lwiw-Sandomierz – Jassy–Kischinew – Belgrad – Petsamo-Kirkenes – Baltikum – Karpaten – Ungarn

1945: Kurland  – Weichsel-Oder – Ostpreußen – Westkarpaten – Niederschlesien – Ostpommern – Plattensee – Oberschlesien – Wien – Oder – Berlin – Prag
Kampf um Ungarn wird der gesamte Kriegsabschnitt in der Endphase des Zweiten Weltkrieges an der Ostfront auf dem damaligen ungarischen Territorium genannt, der weitgehend mit dem deutschen Rückzug aus dem Reichskommissariat Ukraine – unter dem Oberkommando von Generaloberst Johannes Frießner – Richtung Ungarn im Herbst 1944 begann. Die Phase umfasst die Schlacht um Budapest vom Oktober 1944 bis Februar 1945, die zehntägige Plattenseeoffensive im März 1945 bis zur Beendigung der Operation „Frühlingserwachen“ und die Wiener Operation ab 29. März 1945; sie endete schließlich mit der vollständigen Eroberung Ungarns durch die Rote Armee am 4. April 1945. Die deutsche Wehrmacht – ab Dezember 1944 unter dem Kommando von General der Infanterie Otto Wöhler – und Verbände der Königlich Ungarischen Armee unter Generaloberst Károly Beregfy, versuchten die dortigen Erdölquellen und Treibstofflager zu sichern, die für die strategische Einsatzbereitschaft der Wehrmacht- und Waffen-SS-Verbände als höchst wichtig galten.

## Vorgeschichte
Nachdem die deutsche 6. Armee in der Kesselschlacht von Kischinjow (Chișinău) ab dem 20. August 1944 fast vollständig zerschlagen worden war, zogen sich Teile der 8. Armee über die Karpaten nach Ungarn zurück. Nach dem Staatsstreich in Rumänien am 23. August 1944 kämpfte die rumänische Armee fortan auf Seite der Alliierten gegen die deutsche Wehrmacht und ihre verbliebenen Verbündeten, vor allem Ungarn, worauf das Oberkommando der Wehrmacht und Adolf Hitler sich gezwungen sahen, die verbliebenen Truppenverbände bis nach Ost-Ungarn zurückzuziehen.
Dort positionierte sich die Heeresgruppe Süd, unter dem Oberkommando von Generaloberst Johannes Frießner, neu und stellte sich mit der 6. und 8. Armee der Wehrmacht sowie drei Divisionen der Heeresgruppe F. Diese verfügten zusammen über 3500 Geschütze, 300 Panzer und 500 Flugzeuge, unter anderem des Jagdgeschwaders 4, das vorher die Ölproduktionen in Rumänien gegen die Luftangriffe der Alliierten absicherte. Hinzu kam die ungarische 2. Armee unter dem Kommando von General Lajos Veress Dálnoki.
Am mittleren Abschnitt der Ostfront war während der Ostkarpatischen Operation die 1. Ukrainische Front unter Marschall Iwan Konew im Raum Dukla und die 4. Ukrainische Front unter Armeegeneral Petrow im Rahmen der Karpaten-Uschgoroder Operation in die Slowakei eingerückt, um den Slowakischen Nationalaufstand zu unterstützen. Nach dem erfolgreichen Abschluss dieser Operation hatten sich die 2. und 4. Ukrainische Front bei Csap vereinigt und banden dort die deutsche 1. Panzerarmee und ungarische 1. Armee, auch Armeegruppe Heinrici genannt, welche dadurch die 8. Armee nicht unterstützen konnten, als die Masse der 2. Ukrainischen Front den Vormarsch auf Miskolc und Budapest aufnahm.

## Kämpfe in Siebenbürgen
Die ungarische 2. Armee (Generalleutnant Lajos Veress von Dálnoki) rückte am 5. September 1944 zwischen Klausenburg (Cluj-Napoca) und Neumarkt am Mieresch (Târgu Mureș), im damaligen ungarischen Komitat Torda-Aranyos vor. Ziel war es, die in Siebenbürgen seit dem Zweiten Wiener Schiedsspruch an Ungarn gefallenen Gebiete Nordsiebenbürgens zu sichern, aber auch zusätzliche Teile des rumänisch gebliebenen Südsiebenbürgen zu besetzen. Zwei Tage später, am 7. September, erklärte darauf Rumänien den Krieg. Bereits am 25. August 1944 hatte die von König Michael I. eingesetzte Regierung Sănătescu, insbesondere wegen der Bombardierungen Bukarests und der offenen kriegerischen Handlungen der vom Kommandierenden General und Befehlshaber der deutschen Luftwaffe in Rumänien, Generalleutnant Alfred Gerstenberg, kommandierten deutschen Kampfverbände, dem Deutschen Reich den Krieg erklärt.

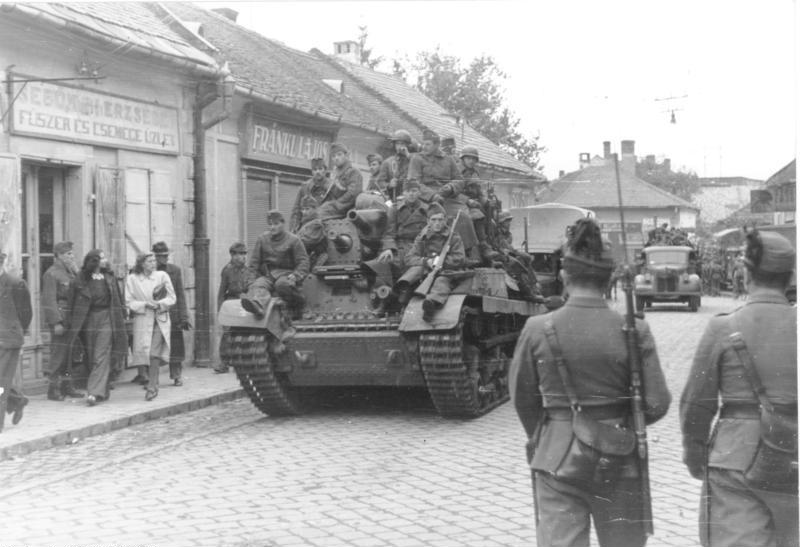
Ungarischer Panzer Turán II in Siebenbürgen

Ausgestattet mit Zrinyi-Sturmgeschützen, Turán-II-Kampfpanzern und einigen Nimrod-Flugabwehrpanzern, rückte die ungarische 2. Armee bis nach Nădlac in einer Linie entlang des nördlichen Ufers des Flusses Maros vor. Die Kämpfe begannen am 13. September, die ungarischen Verbände konnten die angreifenden sowjetischen Verbände zwar aufhalten, verloren aber im direkten Panzerkampf mit den überlegenen T-34-Panzern die meisten ihrer Turán-Panzer. Als aus der Region Torda verstärkende sowjetische und rumänische Verbände gegen die ungarischen Stellungen vorrückten, mussten diese sich über Cluj-Napoca nach Westen in Richtung Székely zurückziehen. Innerhalb ihrer Rückzugskolonnen flohen auch zahlreiche Angehörige der ungarischen und deutschen Bevölkerungsgruppen Siebenbürgens.

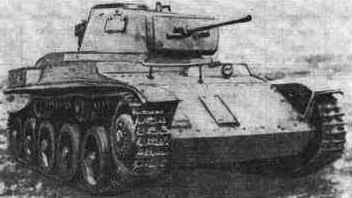
Leichter Toldi-Panzer der ungarischen Armee

Gegenangriffe der sowjetischen 46. und 53. Armee der 2. Ukrainischen Front sowie der rumänischen Divizia 9 Cavalerie Română und Regimentul 13 Călărași hatten bereits am 12. September gegen die sich in der Region Banat und vor allem bei Timișoara befindlichen deutschen Verbände begonnen. Diese mussten sich angesichts der sowjetisch-rumänischen Überlegenheit und trotz des unterstützenden Eingreifens der aus Serbien kommenden 4. SS-Polizei-Panzergrenadier-Division unter dem Kommando von SS-Brigadeführer Fritz Schmedes bis an die Béga und den Temesch zurückziehen und das gesamte Gebiet der Banat-Ebene bis an das östliche Ufer der Theiß aufgeben, womit der Weg für die sowjetischen Truppen in Richtung ungarisches Kernland frei war.

### Kämpfe im Raum Torda
Ab dem 15. September versuchten ungarische und deutsche Truppen durch Schließung der damaligen ungarisch-rumänischen Grenze bei Torda (Thorenburg) die sowjetischen Verbände aufzuhalten. Der ungarische Generalstabschef Generaloberst Elemér Kozar unterstellte hierzu die ungarische 2. und 3. Armee der Armeegruppe Fretter-Pico, unter dem Kommando von General der Artillerie Maximilian Fretter-Pico. Vorerst konnten diese auch erfolgreich die rumänischen Armeeverbände in der Region um Câmpia Turzii und Torda aufhalten und errichteten eine Kampflinie bis Mirăslău. Den sowjetischen Truppen war es aber bereits gelungen, die sich in Rumänien befindlichen deutschen Truppen, aus Luduș kommend, in die Defensive zu zwingen. Die sowjetische 6. Garde-Panzerarmee rückte dabei mit ihren T-34-Panzern auch in Richtung der ungarisch-deutschen Stellungen vor. Generaloberst Kozar schickte diesen Feindverbänden daraufhin die ungarische 2. Panzerdivision unter Generalmajor Laszlo Hollósy-Kuthy und die Honved-Regimenter 25 und 26 unter Oberst Géza Böszörményi entgegen. Diese bildeten gemeinsam mit den deutschen Verbänden einen Brückenkopf und konnten die rumänisch-sowjetischen Verbände, bestehend aus der sowjetischen 7. Schützen-Division und der rumänischen 18. Infanterie-Division, bis zum 7. Oktober aufhalten.
Am 19. September durchbrachen 25 sowjetische Panzer die Brückenkopf-Stellung und konnten kurzfristig in Torda eindringen. Durch massive deutsche Fliegerangriffe wurden sie aber zum Rückzug gezwungen. Bei den Gefechten wurde auch der ungarische Oberst Böszörményi getötet, ein Umstand der die Kampfmoral der ungarischen Soldaten verringerte.
Schon zu dieser Zeit reiften bei Miklós Horthy Pläne zur Beendigung des Krieges gegen die Sowjetunion, und er beauftragte seinen im August neu ernannten Ministerpräsidenten Géza Lakatos mit der Aufnahme von Waffenstillstands- und Friedensverhandlungen mit der Sowjetunion.
In Siebenbürgen sammelten sich zwischenzeitlich die verstärkten sowjetischen Verbände, um am 22. September die zweite Phase ihrer Operation Torda einzuleiten. Hierbei wurden während der ersten Angriffswelle die ungarisch-deutschen Truppen bis vier Kilometer vor Torda zurückgedrängt. Am Morgen des 23. September startete die deutschen 23. Panzerdivision unter Generalleutnant von Radowitz, eine Gegenoffensive. Diese wurden erst am 24. September von rumänisch-sowjetischen Panzerdivisionen und motorisierten Einheiten gestoppt und zurückgedrängt. Ab dem 26. September brachen die sowjetischen Truppen an mehreren Frontabschnitten durch, so dass bis Anfang Oktober der dortige ungarisch-deutsche Widerstand weitgehend zusammenbrach. Diese sammelten ihre restlichen Kräfte und waren gezwungen sich weitgehend kampflos aus Siebenbürgen zurückzuziehen.

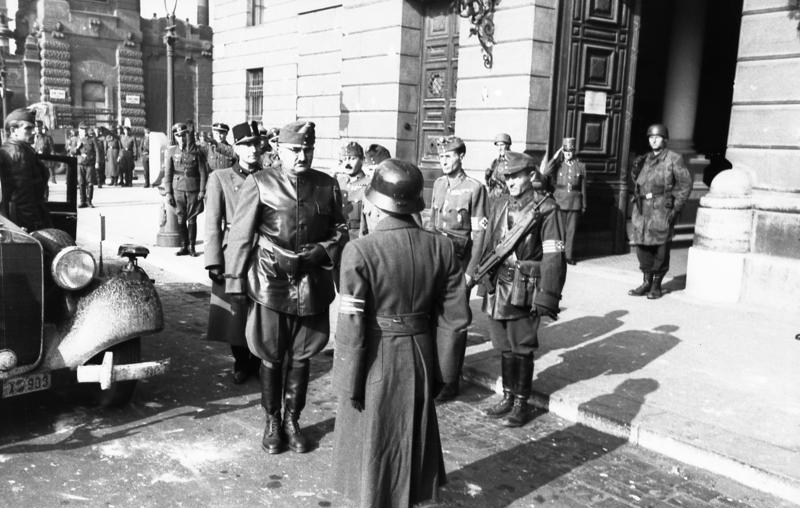
Generaloberst Károly Beregfy nimmt die Meldung der angetretenen Pfeilkreuzler über den erfolgreichen Umsturz auf der Budapester Burg entgegen

Horthy nahm diese Entwicklung zum Anlass, die Bemühungen von Lakatos zu forcieren, um nach dem Verlust von Siebenbürgen einen Separatfrieden zur Sicherung des verbliebenen Stammlandes zu erreichen. Um die Bemühungen von Lakatos zu beenden, entführte das deutsche Kommandounternehmen „Panzerfaust“ unter Führung von Otto Skorzeny am 15. Oktober 1944 Miklós Horthy jr. (1907–1993), den Sohn des Reichsverwesers. Horthy verkündete daraufhin in einer Rundfunkansprache, dass er die Alliierten um einen Waffenstillstand gebeten hatte. Die Partei der Pfeilkreuzler setzte ihn daraufhin ab, zwang ihn, seine Proklamation zu widerrufen, und installierte eine faschistische prodeutsche Regierung unter Ferenc Szálasi, die bereit war, den Krieg fortzusetzen. Auch Lakatos wurde zum Rücktritt gezwungen und von den Pfeilkreuzlern in Sopron vom 21. Oktober 1944 bis 1. April 1945 unter Hausarrest gestellt.
Nachdem die sowjetischen Truppen das gesamte Rumänien besetzt hatten, standen sie an der Donau und Theiß auf ungarischem Gebiet. Versuche der Heeresgruppe Süd, die nachfolgende 2. Ukrainischen Front aufzuhalten, scheiterte an der zahlenmäßigen Übermacht der Roten Armee, welche über 10.200 Geschütze, 825 Panzer und 1.100 Flugzeuge verfügte. Während der Debrecener Operation vom 6. bis zum 27./28. Oktober versuchte Marschall Malinowski mit der 6. Garde-Panzerarmee und den mechanisierten Kavalleriegruppen Plijew und Gorschkow über Debrecen nach Norden zur Theiß durchzubrechen. Nach deutschen Gegenangriffen wurde dabei drei sowjetische Korps eingekesselt und erlitten schwere Verluste.

### Drohender Verlust der Ölreserven und Konsequenzen
Nach dem Seitenwechsel Rumäniens befanden sich die letzten bedeutenden Ölreserven des Großdeutschen Reiches in Ungarn. Die ungarische Ölproduktion, welche im Jahre 1943 auf etwa 838.000 Tonnen Rohöl angewachsen war, reichte zwar bei weitem nicht, die gesamte Wehrmacht in Bewegung zu halten, bot allerdings ab Mitte 1944 die einzige Möglichkeit, den Krieg überhaupt weiterführen zu können. Eine Verlegung der dortigen Kraftstoffreserven zu anderen Kriegsschauplätzen war nur noch eingeschränkt bis gar nicht möglich, da der Bahnverkehr durch die alliierte Lufthoheit weitgehend zusammengebrochen war. Daher war die Wehrmacht gezwungen, das wenige noch vorhandene Öl möglichst in der Nähe seiner Produktionsstätten zu verbrauchen. Durch die damals durchaus beträchtlichen ungarischen Ölreserven und bestehenden Ölraffinerien konnte die Heeresgruppe Süd vollständig und die Heeresgruppe Mitte teilweise versorgt werden. Praktisch war somit die Heeresgruppe Süd der einzige deutsche Großverband, welcher zu dieser Zeit noch Angriffsoperationen in einem größeren Radius durchführen konnte. Durch US-amerikanische Luftangriffe am 14. und 16. März wurden die Ölraffinerien bei Komárom und Pétfürdő weitgehend bzw. vollständig zerstört. Da bereits die deutschen Hydrierwerke seit Mai 1944 wiederholt Ziele der Bombenangriffe waren und die Produktion von deutschem synthetischen Benzin drastisch sank, war damit eines der wichtigsten Ziele der deutschen Truppen gescheitert. Allein die Zalaer und Zistersdorfer Ölfelder, welche bereits im Januar 1945 80 % der gesamten Treibstoffproduktion lieferten, waren noch nutzbar. Hitler begründete gegenüber dem Chef des Wehrmachtführungsstabes im Oberkommando der Wehrmacht (OKW) Generaloberst Alfred Jodl und dem Oberbefehlshaber der deutschen Kriegsmarine Großadmiral Karl Dönitz zum Erhalt der letzten Ölreserve, die Zweckmäßigkeit zu einer Gegenoffensive in Ungarn. Er ignorierte dabei allerdings, dass dies nur unter der Vorbedingung örtlicher Erfolge möglich gewesen wäre, was jedoch zu dieser Zeit nicht mehr der Fall war.

## Erste Sowjetische Offensive auf Budapest
Am 29. Oktober 1944 gruppierte Marschall Malinowski die 2. Ukrainische Front nach Westen um und eröffnete die Schlacht um Budapest. Die sowjetische 46. Armee legte den Schwerpunkt in Richtung auf Kecskemét und durchbrach die Front der ungarischen 3. Armee (etwa 17.400 Mann unter General József Heszlényi) mit dem 37. Schützenkorps und dem 2. mechanischen Korps auf 25 Kilometer Breite. Ein Gegenangriff der deutschen 24. Panzerdivision scheiterte, Kecskemét fiel am 31. Oktober in sowjetische Hände. Der sowjetische Vorstoß auf das südöstliche Vorfeld von Budapest konnte durch Gegenangriffe der deutschen 1. und 13. Panzer-Division am 5. November vor der „Attila-Linie“ vorerst gestoppt werden. Die zumeist aus Donauschwaben ab September neu rekrutierte 22. SS-Freiwilligen-Kavallerie-Division konnte am 8. November die zwischen Dunaharaszti und Gyal gelegenen Anhöhen von Kazankuti und Birö zurückerobern. Weil der Stawka das Vordringen von Malinowskis Truppen zu langsam erschien, erhielt auch die südlicher operierende 3. Ukrainische Front unter Marschall Tolbuchin Befehl die Donau zu überschreiten und sich an der Eroberung von Budapest zu beteiligen. Um die Umfassung der Stadt von Süden und Westen her vorzubereiten, überschritt die sowjetische 57. Armee zwischen 7. und 9. November die Donau im Raum Kisköszeg und errichtete bei Apatin und Batina Brückenköpfe am westlichen Flussufer.
Nach den Erfolgen Marschall Tolbuchins in der Apatin-Kaposvarer Operation musste die deutsche Heeresleitung die 1. und 23. Panzer-Division aus dem Raum Hatvan abziehen und nach Transdanubien verlegen um die bedrohte „Margareten-Linie“ zwischen dem Balaton und dem Velencer See halten zu können. Am 4. Dezember gab Malinowski der 46. Armee (General Petruschewski) den Befehl zwischen Százhalombatta und Ercsi einen zusätzlichen Donau-Brückenkopf zu errichten, um Budapest unbedingt noch vor Tolbuchin zu nehmen. Ungeachtet der starken Artilleriestellungen der deutschen 271. Infanterie-Division auf dem westlichen Ufer, erkämpften die sowjetischen Truppen unter schweren Verlusten beim Flussübergang zwischen Adony und Erd-Ofalu vier Brückenköpfe, die aber erst nach dem Anrücken von Tolbuchins Truppen gesichert werden konnten. Generaloberst Frießner ließ im östlichen Vorfeld der Stadt drei Panzerdivisionen aufmarschieren, welche die Sowjets zum Stehen bringen konnten. Während darauf das III. Panzerkorps (General Breith) die Verteidigung Budapests übernahm, sicherte das LVII. Panzerkorps (General Kirchner) den Raum zwischen Cegléd und Szolnok und das IV. Panzerkorps „Feldherrnhalle“ (General Kleemann) im Raum Jászberény.

### Einschließung von Budapest
Malinowskis Truppen konnten im Osten der ungarischen Hauptstadt zwischen Acsa und Galgamacsa durchbrechen und setzte auf die Umfassung der Stadt im Norden. Die sowjetische 6. Garde-Panzerarmee (General Krawtschenko) wurde wieder eingeführt, besetzte am 9. Dezember Balassagyarmat und erreichte die Donau bei Vác (Waitzen).
Am 21. Dezember nahmen Krawtschenkos Panzertruppen Leva ein und konnten am gleichen Tag den Fluss Gran überschreiten, die nördliche Umfassung von Budapest zeichnete sich ab. Gleichzeitig brachen auch Tolbuchins Truppen von Süden her, auf 60 Kilometer Breite durch die „Margareten-Linie“ durch. Das 18. Panzerkorps unter Generalmajor Goworunienko bedrohte am 22. Dezember bereits die Verteidigungsstellungen vor Bicske. Am 23. Dezember war die Eisenbahnlinie zwischen Budapest und Wien unterbrochen worden, am folgenden Tag war Budapest vollständig von sowjetischen Truppen eingeschlossen.
Hitler reagierte in üblicher Manier und ließ Generaloberst Frießner und General der Artillerie Fretter-Pico durch General Wöhler und General Balck ersetzen. Die jetzt im Raum zwischen den Flüssen Hron und Eipel eingesetzte deutsche 8. Armee erhielt mit General Kreysing einen neuen Oberbefehlshaber. Der abgesetzte Oberbefehlshaber der ungarischen 1. Armee, Generaloberst Béla Dálnoki-Miklós hatte sich nach der Verhaftung Horthys und den gescheiterten Friedensbemühungen schon Mitte Oktober in die Sowjetunion abgesetzt. Ab Dezember 1944 stand er einer in Debrecen residierenden Gegenregierung als Ministerpräsident vor, die von Moskau eingesetzt worden war und am 31. Dezember 1944 Deutschland den Krieg erklärte.

## Deutsche Entsatzversuche (Unternehmen Konrad)

### Deutsche Verstärkungen für Ungarn
Nachdem die Rote Armee im Dezember 1944 die ungarische Hauptstadt Budapest vollständig eingeschlossen hatte, begann die Wehrmacht Anfang 1945 mit intensiver Vorbereitung einer Großoffensive (Deckname: Operation „Konrad“), um wieder Verbindung mit den 78.000 eingekesselten deutschen und ungarischen Soldaten herzustellen.
Ähnlich der Ardennenoffensive (16. Dezember 1944 bis 21. Januar 1945) an der Westfront führte die Wehrmacht in Ungarn fünf große Offensiven durch, um den Vormarsch der sowjetischen Truppen in Transdanubien aufzuhalten. Aus deutscher Sicht wurde Ungarn ab Dezember 1944 daher einer der Hauptkriegsschauplätze. Keine andere Heeresgruppe erhielt so viele Verstärkungen wie die Heeresgruppe Süd in Ungarn. Zwischen September 1944 und Februar 1945 wurden etwa 15 Panzer-, 4 Panzergrenadier-, 8 Infanterie- und 4 Kavalleriedivisionen nach Ungarn beordert. Die Wehrmacht setzte dort, soweit verfügbar, ihre modernsten Waffen ein, unter anderem den Panzerkampfwagen V Panther, den Panzerkampfwagen VI Tiger und den schweren Jagdpanzer VI Jagdtiger.
Am 1. Januar 1945 verfügte die Wehrmacht noch über 471 Panzer vom Typ Tiger, von denen allein 79 in Ungarn eingesetzt wurden. Bis zum 15. März wurde diese Zahl auf 122 erhöht, wobei sich der Gesamtbestand aufgrund schwerster Verluste an anderen Frontabschnitten bereits auf 205 reduziert hatte. Damit war mehr als die Hälfte aller noch verfügbaren Tiger-Panzer in Ungarn eingesetzt.
Bereits Mitte Januar 1945 fasste Hitler den Entschluss, die 6. Panzerarmee unter ihrem Befehlshaber SS-Oberst-Gruppenführer Sepp Dietrich aus den Ardennen abzuziehen, kurz aufzufrischen und als Verstärkung an die Ostfront zu verlegen. Mitte Januar wurde das Misslingen der Ardennenoffensive offiziell noch nicht zugegeben, aber es war bereits deutlich erkennbar. In einer Lagebesprechung im Führerhauptquartier Adlerhorst begründete Hitler diesen Schritt mit den Worten: „um das Gesetz des Handelns nicht ganz zu verlieren“. Zu dieser Zeit standen die Angriffsspitzen der Roten Armee vor Tata und Várpalota. Auch das südliche Transdanubien war bereits bis vor Nagykanizsa von sowjetischen Truppen besetzt worden.
Aufgrund der am 12. Januar begonnenen sowjetischen Offensive an der Weichsel wollte der Chef des Oberkommandos des Heeres Generaloberst Heinz Guderian die 6. Panzerarmee aus den Ardennen mit den anderen, von Westen umgruppierten Divisionen dort einsetzen, um den sowjetischen Angriffskeil, bestehend aus der 1. Weißrussischen Front, der 2. Weißrussischen Front sowie der 1. Ukrainischen Front, an deren Flanken fassen zu können, solange diese noch nicht zu stark geworden waren. Die sowjetischen Panzerarmeen kamen dort direkt auf die Reichshauptstadt Berlin zu, und es gab nur noch ein nennenswertes natürliches Hindernis (die Oder) zwischen den Verbänden Schukows und Berlin. Hitler bestand jedoch darauf, diese Kräfte zu teilen und die bedrohliche Lage zuerst in Ungarn zu bereinigen. Seiner Ansicht nach würden für die Stützung der Oderfront die übrigen Divisionen ausreichen. Auf Guderians diesbezügliche Einwände reagierte er sarkastisch: […]„Sie wollen ohne Öl angreifen? Gut, wollen wir sehen, was dabei herauskommt.“ In seinem Umkreis kommentierte er die Einwände Guderians auch mit den Worten, seine Generäle verstünden „nichts von der Kriegsführung“.
Hitler bestand von Anfang an unnachgiebig auf das Halten Budapests, weswegen er dort jeden Ausfallversuch verbot. Zur Unterstützung der Eingeschlossenen hatte er bereits am 24. Dezember 1944 außerdem das IV. SS-Panzerkorps sowie die 96. und 711. Infanterie-Division nach Ungarn beordert, welche etwa 260 Panzer und 70.000 Soldaten umfassten. Das Kommando übertrug er dem SS-Obergruppenführer Herbert Otto Gille, welcher bereits im Rahmen der Korsun-Schewtschenkowsker Operation einen Kessel aufgebrochen hatte und hierfür das Ritterkreuz des Eisernen Kreuzes mit Eichenlaub, Schwertern und Brillanten erhalten hatte. Guderian reiste für einige Tage nach Ungarn, um die dortigen Maßnahmen zu kontrollieren.
Auch die Planungen der sowjetischen Seite hatten durch die deutschen Verstärkungen weitgehende Folgen. Nach den im Herbst 1944 gefertigten Plänen des Hauptquartier des Kommandos des Obersten Befehlshabers (Stawka) sollte Budapest bis Mitte November und die Linie Graz-Wien-Brünn-Olmütz bis Mitte Dezember erreicht werden. Dieser Vormarsch beabsichtigte die Sicherung des Angriffs auf Berlin von Süden her und die Sicherung der sowjetischen „Interessensphäre“ in Südosteuropa. Diese Ziele konnten jedoch nicht annähernd erreicht werden, da die Rote Armee vier Monate hinter den Zeitplänen Stalins zurückblieb.

### Entsatzangriffe im Pilis-Gebirge
Am 1. Januar 1945 begann auch im Raum Komárom (dt. Komorn) das zu dieser Zeit nur zur Hälfte eingetroffene und ausgeladene IV. SS-Panzerkorps eine Gegenoffensive, während die 96. Infanterie-Division von Norden her mit Sturmbooten über die Donau übersetzte und im Rücken der sowjetischen Truppen zwei Brückenköpfe errichtete. Im Rahmen dieser Offensive wurde am 6. Januar Esztergom (dt. Gran) zurückerobert. Zur gleichen Zeit verstärkte sich der sowjetische Angriff an deren Südfront und die 2. Ukrainische Front und die 3. Ukrainische Front, unter dem Kommando von Armeegeneral Malinowski, waren nördlich der Donau zum Generalangriff übergegangen. Allein die Donau trennte dort zwei gegeneinander operierende Panzerverbände, die in jeweils entgegengesetzter Richtung vorrückten. Bereits am 8. Januar hatten sich die sowjetischen Truppen bis auf einen Kilometer Komárom genähert, so dass den deutschen Verbänden eine weitere Einkesselung drohte. Im Hauptquartier der Heeresgruppe Süd entschied man sich daher für eine riskante Gegenoperation. Mit Hilfe der frisch eingetroffenen 20. Panzer-Division konnte die Front vorübergehend gehalten werden.
Das IV. SS-Panzerkorps unter General Gille beabsichtigte, in der Region Esztergom die sowjetische Abwehr zu durchbrechen. Die hier operierenden ungarisch-deutschen Verbände bei Tatabánya und Székesfehérvár (dt. Stuhlweißenburg) wurden als Flankensicherung eingesetzt und mussten später einige Kampfverbände der sowjetischen Armee ablenken und binden. Während dieser heftigen Kämpfen wurden zahlreiche kleine Siedlungen im Komitat Fejér zerstört, welche nach dem Zweiten Weltkrieg auch nicht wieder aufgebaut wurden. Aus dem belagerten Budapest kamen immer verhängnisvollere Meldungen, welches die Operationen im Norden weiter aufwertete. Nach dem fehlgeschlagenen Durchbruchsversuch im Vértes-Gebirge versuchte das Panzerkorps mit einem nördlichen Angriff über das Pilis-Gebirge den Entsatz Budapests (Operation „Konrad 2“).
Am 7. Januar begann der Entlastungsangriff, welcher die sowjetischen Kräfte binden und die sich bereits im Kampf befindlichen SS-Panzerverbände entlasten sollte. Das III. Panzerkorps unter General der Panzertruppe Hermann Breith hatte hierzu mit der 1., 3. und 23. Panzerdivision Stellungen ostwärts von Mór, Csókakő und Söréd, sowie drei Kilometer südwestlich von Csákberény, ostwärts von Magyaralmás, nordwestlich von Sárkeresztes sowie östlich von Iskaszentgyörgy im Komitat Weißenburg bezogen. Ihr Vorstoß aus dem südlichen Vértes-Gebirge erfolgte nach Norden in Richtung Csákvár und Bicske.
Auf der Gegenseite standen das sowjetische 20. Garde-Schützenkorps (Generalmajor N. I. Birjukow) und das 7. mechanisierte Korps (Generalmajor F. G. Katkow), welche in tief gegliederten Stellungen den deutschen Angriff bereits erwarteten. Teile der Kampfgruppe Breith konnten aus dem Raum Magyaralmás kommend in östlicher Richtung vordringen und kleinere Ortschaften erobern. Während das Panzergrenadier-Regiment 128 Sárkeresztes besetzte, blieb das Panzergrenadier-Regiment 126 in starkem sowjetischen Pak-Feuer östlich Borbálamajor stecken.
Am 8. Januar starteten Teile der 2. SS-Panzerdivision und der 23. Panzer-Division einen weiteren Angriff östlich von Sárkeresztes. Diese konnten zunächst die Verbindungsstraße von Székesfehérvár nach Zámoly absichern, welche später einer der Rückzugswege der deutschen Verbände war, blieben aber danach auch vor den sowjetischen Pak-Stellungen stecken. Bei den Gefechten wurden zwar 25 sowjetische Panzerfahrzeuge, 38 Pak, 60 Geschütze und mehrere Lastwagen zerstört, aber auch die deutschen Verbände hatten 16 Panzerfahrzeuge verloren.

### Unternehmen Konrad II
Am 9. Januar startete von Esztergom aus die Operation Konrad 2. Hierzu waren etwa 200 Tonnen Versorgungsgüter zusammengetragen worden, um diese im Erfolgsfall nach Budapest transportieren zu können. Der im Südosten angreifenden 711. Infanterie-Division gelang es, in die sowjetischen Linien eine Lücke zu schlagen, in welcher auch die 5. SS-Panzer-Division „Wiking“ einrückte. Gille schrieb hierzu in seinen Frontaufzeichnungen: „Gegner schwach, völlig überrascht. Schwieriges Berggelände. Voralpencharakter. Mitternacht erste Erfolgsmeldungen, Gefangene meist Trossangehörige Budapester Einschließungs-Divisionen. Pak und Granatwerferabwehr. Keine eigenen Verluste. ‘Westland’ kommt gut voran“. Bis zum 11. Januar hatte sich auch das Panzerregiment Westland über das Pilis-Gebirge gekämpft und war in die Gemeinde Pilisszentkereszt eingedrungen, womit es etwa 21 Kilometer vor Budapest stand. Im Dorf befanden sich seit dem letzten Rückzug zwei Wochen zuvor noch zahlreiche deutsche Fahrzeuge und zurückgebliebene Verwundete, um die sich die Wehrmacht-Soldaten nun kümmerten. Aufgrund der teilweise bereits sehr deutschfeindlichen Stimmung war es dort in der Zwischenzeit auch zu beidseitigen Pogromen gekommen, bei denen gefangene sowjetische Soldaten und verwundete deutsche Soldaten ermordet wurden.
Die Heeresgruppe bat erneut um eine Genehmigung, den Ausbruch aus Budapest zu versuchen, wobei sie auch erhoffte, durch die Eroberung eines Flugplatzes bei Pomáz die nicht mehr gehfähigen Verwundeten abtransportieren und die ausgebrochenen Truppenverbände versorgen zu können. Hitler untersagte erneut jegliche solcher Aktionen und verbot auch den Entsatzangriff, der bereits bis 17 Kilometer an Budapest herangerückt war.

### Scheitern der deutschen Entsatzangriffe
Einige der Vorausabteilungen der SS-Panzer-Division Wiking hatten auch bereits die Straßenabzweigung der nach Pomáz führenden Chaussee unmittelbar vor Csobánka erreicht, als sie am Abend des 12. Januar der Rückzugsbefehl erreichte. Dies war für diese Verbände umso weniger nachvollziehbar, als in den verbliebenen 17 Kilometer nach Budapest wegen des schwer zugänglichen Hügelgeländes sowjetische Angriffe kaum zu befürchten waren. Für die Verbände von Gille bestand daher das Risiko, dass sich seine am Pilis-Gebirge vorrückenden Kräfte bei Dorog in unmittelbarer Nähe sowjetischer Truppen befanden. Hitler und der General der Panzertruppe Hermann Balck teilten diese Ansicht allerdings nicht und trotz der Proteste des IV. SS-Panzerkorps befahlen sie die beschleunigte Umgruppierung der Panzerdivisionen vor Székesfehérvár (dt. Stuhlweißenburg). Von dort aus sollte die Operation Konrad 3 gestartet werden.
Die von dieser am 18. Januar begonnenen Offensive vollkommen überraschten sowjetischen Generäle traf dieser Gegenschlag empfindlich, wie die Lageeinschätzung an das Stawka „Die Aufklärungsabteilung des Stabs der 4. Gardearmee befand sich nicht auf der Höhe der Lage“ urteilte. Gilles Panzer überrollten noch am gleichen Tag den Gegenangriff des 7. Mechanisierten Korps der sowjetischen Truppen, während gleichzeitig das 133. Schützen- und das 18. Panzerkorps der 3. Ukrainischen Front von ihren rückwärtigen Verbindungen abgeschnitten wurden. Das IV. SS-Panzerkorps stieß am ersten Tag der Offensive etwa 60 Kilometer tief und 30 Kilometer breit in die sowjetische Front hinein und durchbrach sie stellenweise. Am 19. Januar erreichten die deutschen Panzerverbände im Raum Dunaújváros die Donau und rissen damit die transdanubische Kampflinie der sowjetischen Truppen auseinander. Der Geländegewinn bei diesem Angriff betrug etwa 400 Quadratkilometer, in weniger als vier Tagen, und war einer der letzten großen Erfolge für die deutsche Seite. Dementsprechend negativ war die Bilanz für die sowjetische Seite und an den Überfahrtstellen an der Donau entstanden teilweise chaotische Verhältnisse. Binnen einiger Tage verlegte das sowjetische Oberkommando daraufhin mehr als 40.000 Soldaten und große Mengen an Kriegsmaterial an das östliche Ufer, wobei diese dabei ständig von der deutschen Luftwaffe bombardiert wurden. Am 22. Januar fiel nach schweren Straßenkämpfen Székesfehérvár und die ungarische SS-Kampfgruppe Ney, welche zu diesem Zeitpunkt schon Regimentstärke erreicht hatte, zog in die Stadt ein, verlor aber dabei etwa ein Viertel ihres Bestandes. Die Eroberung Székesfehérvárs war eine notwendige Voraussetzung für alle weiteren Angriffe, da fast alle Versorgungswege durch diese Stadt führten. Vom 19. bis zum 20. Januar war die militärische Lage für die 3. Ukrainische Front sehr bedrohlich, da zwischen Budapest und den vordringenden deutschen Panzerverbänden keine weiteren sowjetischen Truppen mehr standen. Am 21. Januar erreichten die deutschen Angriffsspitzen den 28 Kilometer südwestlich von Buda fließenden Fluss Váli, wobei zur gleichen Zeit auch die nachrückenden sowjetischen Panzer in dieser Region erschienen. Die deutschen Panzer konnten sich nur mit Mühe über die vereisten Steilhänge des Gewässers schleppen. Trotzdem hatte sich diese Offensive bis zum 26. Januar dem Budapester Kessel auf etwa 25 Kilometer genähert. Einer deutschen Kampfgruppe war sogar eine Sprechfunkverbindung mit den Verteidigern Budapests möglich.
Diese deutschen Erfolge trafen die Stawka völlig unerwartet, zumal sich der sowjetische Diktator Stalin gegen Ende des Zweiten Weltkrieges nicht mehr gern auf Abenteuer einlassen wollte. Noch zu Kriegsbeginn hatte er durch seine unnachgiebigen Ausharrungsbefehle Millionen Soldaten in die Kriegsgefangenschaft geschickt. Nunmehr erwog er zeitweise sogar die vollständige Räumung Süd-Transdanubiens und überließ für die weiteren Maßnahmen Marschall Fjodor Iwanowitsch Tolbuchin freie Hand. Dieser erkannte allerdings, dass eine vollständige Räumung gleichbedeutend wäre mit dem Totalverlust der Bewaffnung, aller Kampfmittel und Kriegsmaterialien zweier Armeen, da aus Zeitgründen lediglich der Abzug der Soldaten in Frage gekommen wäre. Tolbuchin entschied sich daher für die riskantere und gleichzeitig mutigere Option. Er ordnete an, den Brückenkopf in Süd-Transdanubien auf jeden Fall zu halten, weil es seiner Einschätzung nach aussichtslos war, die bereits eroberten Gebiete in der Hoffnung auf eine neuerliche reibungslose Donauüberquerung, aufzugeben. Er ordnete seine Kräfte neu und leitete am 27. Januar ein Angriffsgefecht ein. Der bis zur Donau vorgedrungene deutsche Keil war äußerst verwundbar, da die sowjetischen Divisionen vom Velencer See her und aus dem Raum Simontornya kommend, diesen jederzeit von seinen rückwärtigen Linien abschneiden konnten.

### Sowjetische Gegenoffensive ab 22. Januar 1945
Im Vergleich zu den enormen Kräften, welche eingesetzt wurden, erwiesen sich die Erfolge der 2. Ukrainischen Front als gering, welche den Gegner direkt zu einer großen Umfassungsoperation herausforderte. Diese scheiterte jedoch, obwohl am 25. Januar nur noch 16 % der Panzer des IV. SS-Panzerkorps (insgesamt 50 von 306) einsatzbereit waren. Die restlichen Panzer befanden sich infolge der heftigen Kämpfe in Reparatur. Malinowski schickte ohne vorherige Abstimmung mit der Stawka das 23. Panzerkorps in das Hauptkampfgebiet, da er dort andernfalls einen Durchbruch der deutschen Truppen nach Budapest für unvermeidlich hielt. Ein solcher Durchbruch hätte angesichts der geringen und abgekämpften angreifenden Kräfte aber für die sowjetischen Truppen verheerende Folgen haben können, so dass Malinowskis schnelles Handeln – im Nachhinein betrachtet – nicht gerechtfertigt war. Die deutsche Abwehr schoss bereits am ersten Tag der sowjetischen Gegenoffensive, bei geringen eigenen Verlusten, 122 sowjetische Panzer ab, wovon allein 100 zum Bestand des 23. Panzerkorps gehörten. Trotzdem war es den deutschen Verbänden nicht möglich, die sowjetische Offensive zu stoppen, denn zeitgleich begann auch der Angriff in die Flanke der deutschen Front. Die sowjetischen Einheiten konnten damit in den nördlichen Teil von Székesfehérvár eindringen. Hitler befahl daraufhin am 22. Januar, die 6. Panzerarmee unverzüglich nach Ungarn zu verlegen, um die sowjetische Offensive zu stoppen.
Zur weiteren Unterstützung wurden außerdem die 16. SS-Panzergrenadier-Division „Reichsführer SS“ – unter dem Kommando von SS-Oberführer Otto Baum, aus Italien – und die SS-Panzer-Division Totenkopf – unter dem Kommando von SS-Brigadeführer und Generalmajor der Waffen-SS Hellmuth Becker, von der Warschauer Front – nach Ungarn beordert.

## Der Endkampf in Budapest

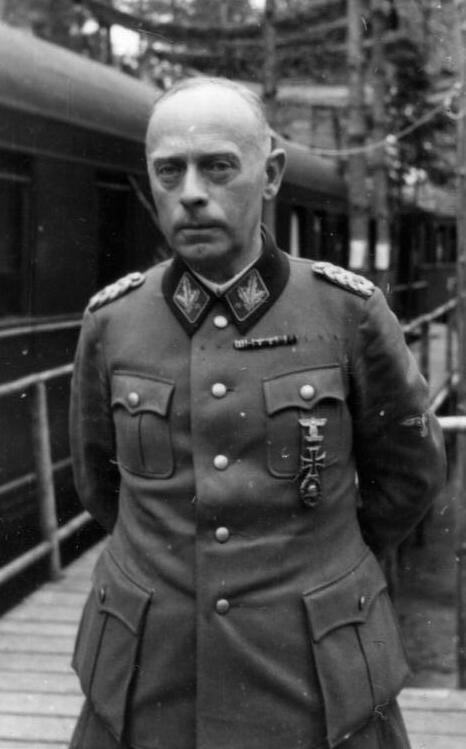
SS-Obergruppenführer und Festungskommandant von Budapest Karl Pfeffer-Wildenbruch

Nachdem aufgrund von strategischen Fehlern Stalins die Einnahme Budapests nicht bereits im Herbst 1944 erfolgte – hierzu hätte er mit seinem Angriff fünf Tage warten müssen, um die Angriffsarmeen vollständig vor Ort zu haben –, konnte die Rote Armee Budapest erst nach einer mehrmonatigen und verlustreichen Belagerung erobern.
Hitler hatte Anfang Dezember 1944 Budapest zur Festung erklärt.
Zu Beginn des Jahres 1945 wurden die Kampfhandlungen in Budapest stärker, sie erreichten Vororte der ungarischen Hauptstadt. Den sowjetischen Truppen gelang es, immer mehr Gebiete um und in der Stadt zu besetzen, bis sie schließlich am 9. Februar den westlich der Donau liegenden Stadtteil Buda fast vollständig erobern konnten. Die ersten sowjetischen Panzer drangen, von Budakeszi aus kommend, zwar schon am 24. Dezember 1944 in Buda ein, jedoch stabilisierte sich diese Front in den folgenden Tagen. Anfänglich waren weder die sowjetischen Verbände noch die deutsch-ungarischen Verteidiger in der Lage, genügend Infanterie nach Buda zu beordern, um den Stellungskrieg in einen Bewegungskrieg zu drehen. Somit existierte bis Anfang Januar 1945 keine zusammenhängende Frontlinie. Kleinere Verbände der angreifenden Roten Armee konnten sich in den Villen des Rosenhügels festsetzen. Die Front verlief von Süden nach Norden entlang dem Bahndamm an der heutigen Rákóczi-Brücke, dem Sashegy (Adlerberg), dem Farkasréter Friedhof, dem Orbán-Berg, dem Rosenhügel, dem Burgviertel und der Kiscelli út. Obwohl die Angreifer in den ersten Wochen der Einkesselung vieles unternahmen, konnten sie die Frontlinie nur unwesentlich verändern. Aufgrund der am 18. Januar gestarteten Entsatzangriffe kam es auf der Budaer Seite bis zum 25. Januar sogar zu einer Kampfpause. Die deutsch-ungarischen Verteidiger hofften zudem auf Hitlers Genehmigung, aus dem Kessel ausbrechen zu dürfen. Der Festungskommandant und General der Waffen-SS und der Polizei Karl Pfeffer-Wildenbruch stellte daher aus den letzten verfügbaren Reserven eine bewegliche Kampfgruppe zusammen. Jedoch musste diese bald zur Unterstützung der wankenden Verteidigung eingesetzt werden, und Hitler verbot weiterhin einen selbstständigen Ausbruch (Haltebefehl). Am 25. Januar eröffneten die sowjetischen Angreifer mit starken Kräften eine neue Offensive im Mittelabschnitt der Budapester Verteidigung. Die Margareteninsel wurde unter großen Verlusten zwischen dem 19. und 28. Januar erobert. Der sowjetische Angriff gewann zwischen dem 26. und 28. Januar auch in der Városmajor (dt. Stadt-Meierhof) und am Rosenhügel immer mehr Raum und sowjetische Sturmtruppen drangen bis zur Csaba utca vor. Daher musste die Verteidigungslinie am Rosenhügel wegen einer drohenden Umklammerung aufgegeben werden. Die Hauptkampflinie rückte unmittelbar zum Burgberg heran. Hitler befahl trotz der schlechten Versorgungslage und zahlreicher Verwundeter am 27. Januar, dass Groß-Budapest bis zum Erfolg der Entsatzangriffe zu halten sei, und dies obwohl diese ihre Operationen auf seinen Befehl gerade einstellen mussten. Am 30. Januar erreichten die ersten sowjetischen Angriffsspitzen den Nordrand der Blutwiese, am westlichen Fuß des Burgbergs, und konnten damit den strategisch wichtigen Hauptlandeplatz der versorgenden Lastensegler unter unmittelbaren Beschuss nehmen. Trotzdem landeten diese Lastensegler hier weiterhin, auch und gerade weil die meisten von weitgehend unausgebildeten und blutjungen Fliegern der Hitlerjugend geflogen wurden. 13- bis 16-jährige Kinder der Budapester Sektion der „Deutschen Jugend“ mussten den Fliegern mit Taschenlampen die Landebahn anzeigen, wobei auch einige, von der Pester Seite herangeschaffte, Theaterscheinwerfer eingesetzt wurden. Ebenfalls am 30. Januar erstürmte eine sowjetische Sturmtruppe, unterstützt von ungarischen Freiwilligen, die Schule in der Attila út und konnte damit das erste Haus am Fuße des Burgbergs erobern. Dieser Angriff, welcher zeitweise die Várfok utca erreichte, wurde erst nach vier Tagen von den deutsch-ungarischen Verteidigern in einem zehrenden Häuserkampf zurückgeschlagen. Zur gleichen Zeit eroberten sowjetische Sonderkommandos mit Flammenwerfern die Straßen um den Sashegy (Adlerberg) sowie die davon etwa einen Kilometer westlich liegenden Stellungen der 8. SS-Kavallerie-Division „Florian Geyer“ am Farkasréter Friedhof, welche dort auch vernichtet wurde. Bis zum 6. Februar verschob sich die innerstädtische Front derart, dass der Adlerberg eingekesselt wurde. Die Versorgung der Soldaten war vorher schon nicht mehr gewährleistet, so lebten die meisten Soldaten seit Wochen von Vorräten der Bevölkerung, aber ab diesem Zeitpunkt war eine Verteilung des ohnehin ungenügenden Nachschubs nicht mehr möglich. Es fehlte Treibstoff, wobei die Straßen wegen des Beschusses nur in den Nachtstunden und nur zu Fuß begehbar waren und Schutt sowie Granattrichter diese für Fahrzeuge versperrt hatten. Die hungernde Budapester Bevölkerung versuchte trotz drohender Todesstrafe die Versorgungsbomben zu plündern. Ungarische und deutsche Soldaten der Verteidiger und marodierende Pfeilkreuzler lieferten dabei einander regelrechte Gefechte, wenn es um die Inbesitznahme der Versorgungsbomben mit Lebensmitteln ging. In den Lazaretten wurde den Toten Verbandmaterial abgenommen, um damit neue Verwundete versorgen zu können. Trotz dieser aussichtslosen Situation starteten die Verteidiger auf Befehl Wildenbruchs immer wieder Gegenstöße. Die sowjetischen Angriffstruppen hatten dabei so hohe Verluste, dass sie ab Ende Januar dazu übergingen, ungarische Kriegsgefangene in eigene Bataillone zu rekrutieren. Ihnen wurde hierzu das Versprechen gegeben, sie kämen nicht nach Sibirien. Bis zum 13. Februar wurden auf diese Art aus über 3.100 kriegsgefangenen ungarischen Soldaten 20 selbständige Kompanien aufgestellt. Etwa 600 Soldaten von ihnen sind bei den anschließenden Kämpfen gefallen. Zwischen dem 6. und 9. Februar wurde der Südbahnhof am Rand der Blutwiese umkämpft, wobei gleichzeitig im Südabschnitt der Verteidigung die sowjetischen Angriffe zusammenbrachen. Hier konnten die deutsch-ungarischen Verteidiger den Bahndamm zwischen der Donau und dem Adlerberg bis zum 13. Februar halten. In dem Bewusstsein, dass sich die Kämpfe einem Ende näherten, wurde mit der Vergabe von Auszeichnungen begonnen.

### Häuserkampf in Buda
Ab dem 3. Februar erstreckte sich die deutsch-ungarische Hauptverteidigungslinie vom Budaer Brückenkopf an der Margaretenbrücke bis zum Széll-Kálmán-Platz und weiter an der nördlichen Ecke der Blutwiese am kurzen Abschnitt der Krisztina körút bis zur Mündung der Kékgolyó utca, wo die sowjetischen Angreifer bereits unmittelbar vor dem Südbahnhof standen. Der Budaer Postpalast in der Andrássy út sowie die südlichen Häuserblocks der Krisztina körút befanden sich noch in deutscher Hand, wohingegen sich die an der Bors-Straße (heute Hajnóczi utca) durchgebrochenen sowjetischen Truppen bereits in den beiden Häusern am nördlichen Rand der Blutwiese befanden. Noch unübersichtlicher war die Lage zwischen der Kékgolyó utca und dem Sas-Berg in Újbuda. Hier verlief die Hauptverteidigungslinie noch weiter Richtung Westen. Die Deutschen hielten sich auf dem Farkasréter Friedhof, in den am östlichen Fuße des Orbán-Berges gelegenen Straßen und in der Istenhegyi utca bis zur Nárcisz utca, wohingegen die sowjetischen Truppen bereits die Németvölgyi utca und die parallel zu ihr verlaufende Böszörményi utca besetzt hatten, sie erreichten somit gegenüber dem Haupteingang des Farkasréter Friedhofs auch schon die Hegyalja utca. Allein südlich vom Sas-Berges existierte noch eine zusammenhängende deutsche Verteidigungslinie.
Ebenfalls am 3. Februar suchte der Apostolische Nuntius in Budapest, Angelo Rotta, im Namen des Budapester Diplomatischen Corps den Kommandeur der Verteidiger, SS-General Pfeffer-Wildenbruch, in seinem Bunkerhauptquartier auf. Dieser sollte Hitler bitten, auf die Leiden und die Vernichtung der Budapester Bevölkerung endlich Rücksicht zu nehmen. Hitler antwortete, dass sein Befehl unabänderlich sei; Budapest sei bis zum Letzten zu halten.
Am 4. Februar durchbrachen die vom Orbán-Berg angreifenden sowjetischen Truppen die Verteidigungslinie und erreichten die Németvölgyi utca. Sie griffen von der Nagyenyed- und Kékgolyó utca aus den Südbahnhof an und hatten damit den Sas-Berg eingeschlossen. Zur Versorgungslage meldete das I. Ungarische Armeekorps: „Angehörige von Soldaten und sonstige Zivilpersonen überwinden vom Hunger gequält jegliches Schamgefühl und suchen die Küchen der Kommandanturen und Honvéd-Einheiten auf und betteln hier“. Am frühen Morgen des 5. Februar landeten die letzten sieben Lastensegler in Budapest; sie brachten 97 Tonnen Munition, 10 Tonnen Treibstoff, 28 Tonnen Lebensmittel und vier Behälter mit Motorenöl beziehungsweise Ersatzteilen. Am selben Tag musste wegen des weiteren Vorrückens der sowjetischen Truppen bis zur Krisztina-körút der Postpalast von den deutsch-ungarischen Verteidigern geräumt werden.
Am folgenden Tag, dem 6. Februar 1945, kam es zu heftigen Kämpfen in der Umgebung des Südbahnhofs und der Hegyalja utca, wobei die sowjetischen Angreifer auch Flammenwerfer einsetzten. Ein versuchter Gegenangriff durch die 8. SS-Kavallerie-Division aus Südosten und Nordwesten auf den Sas-Berg konnte die sowjetischen Truppen nur kurzzeitig an ihrem Vorrücken hindern. Daraufhin stellten die dort eingesetzten ungarischen Kampfverbände die Kämpfe ein, nachdem ihnen auch die Verpflegung und Munition ausgegangen war. Die deutschen Einheiten versuchten einen Ausbruch in Richtung Burgberg.

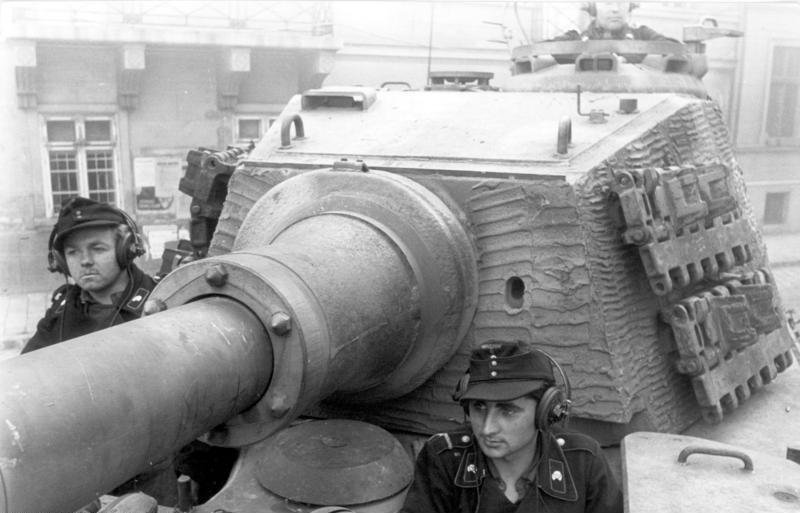
Panzersoldaten des Heeres in einem Panzer VI „Tiger II“ (Königstiger) in Verteidigungsstellung am Burgberg im Oktober 1944

Ab dem 7. Februar konnten die sowjetischen Truppen den westlichen und nördlichen Teil des Südbahnhofs besetzen und erreichten die damalige Gömbös-Gyula-utca (heute Alkotás utca).
Daraufhin griffen die sowjetischen Einheiten am 8. Februar vom Németvölgyer Friedhof aus, in Richtung der parallel zur südlichen Eisenbahnlinie verlaufenden Avar utca, an. Ein letztes Mal konnten an diesem Tag noch ungarische Einheiten in den Postpalast eindringen und einen Teil des Gebäudes besetzen. Ebenfalls an diesem Tag warf die Luftwaffe – per Fallschirm – zum letzten Mal vier Tonnen Versorgungsgüter ab.
Nachdem am Abend des 9. Februars teilweise der Gellértberg und der Südbahnhof durch sowjetische Truppen besetzt wurden, versuchten ungarische Freiwilligenverbände in der Roten Armee vorerst erfolglos, bis zur Naphegy (Sonnenwirtswiese) vorzudringen. Die Kampflinie verlief nun entlang der Linie Karácsonyi utca (heute Kuny Domokos utca), Győző utca, sowie dem oberen Abschnitt der Mészáros utca, Hegyalja utca, Harkály utca und Alsóhegy utca. Zwischen dem Bahndamm der Budapester Vorortbahn und der Villányi utca fanden hierbei die schwersten Gefechte statt.
Am 10. Februar rückten sowjetische Panzer bis an den Döbrentei-Platz und bedrohten die Verbindung zwischen der Zitadelle, Lágymányos (dem heutigen Újbuda) und dem Burgviertel, wobei Teile eines sowjetischen Bataillons bereits bis in direkte Nähe der bereits am 18. Januar gesprengten Elisabethbrücke vorrückten. Diese wurden jedoch durch einen Gegenangriff der deutschen Truppen unter Einsatz von schweren Geschützen und Selbstfahrlafetten zurückgeschlagen. Nach weiteren schweren und verlustreichen Kämpfen im oberen Abschnitt der Kelenhegyi utca, der Zitadelle und des Bahndammes der Vorortbahn wurde auf Befehl eines ungarischen Majors die weiße Fahne gehisst und die Kämpfe dort eingestellt. Nur südlich des Gellértberg kam es noch vereinzelt zu Widerstand, wobei sich ein großer Teil der deutschen Soldaten in die Burg zurückzog. Nachdem die sowjetischen Truppen am Abend die Felsenkapelle am Gellértberg eingenommen hatten, in der ein Notlazarett der Verteidiger war, endeten auch die letzten Kampfhandlungen im 11. Budapester Stadtbezirk.

### Der Ausbruch aus Budapest
Während der gesamten Belagerung der Stadt Budapest erarbeitete das Generalkommando der deutsch-ungarischen Verteidigung mehrere Ausbruchspläne, welche jedoch sämtlich von Hitler verworfen und untersagt wurden. Erst am 11. Februar befahl SS-General Pfeffer-Wildenbruch einen Ausbruch, nachdem bereits sämtliche Versorgungs- und Hilfsmaßnahmen der Heeresgruppe Süd unmöglich waren. Er verständigte seine Vorgesetzten, ließ alle Funkgeräte zerstören und startete gegen 20 Uhr den Ausbruch aus der belagerten und größtenteils schon durch sowjetische Truppen besetzten Stadt.
Der Ausbruch erfolgte ohne Mitnahme der schweren Waffen und Panzer, da es ohnehin an Treibstoff fehlte und wegen der selbstangelegten unzähligen Panzersperren und Schuttberge der zerstörten Häuser die Straßen unpassierbar waren. Die Truppen sollten hierzu auf dem kürzesten Weg durch die Wälder und über die flachen Berge um Buda nach Westen vorstoßen. Kritisch für die Verbände war hierbei, dass der Waldrand etwa 15 bis 18 Kilometer von der Ausbruchsstelle entfernt war und dazwischen ungeschütztes (da unbewaldetes) flaches Ackerland und Grünland (Wiesen, an dessen Rand Weingärten) lagen. Weiterhin bestand die letztlich unerfüllte Hoffnung auf einen Entsatzangriff der Heeresgruppe Süd in diesem Bereich, der den Ausbruch absichern sollte. Da diese Heeresgruppe jedoch über die Planungen Pfeffer-Wildenbruchs nicht ausreichend informiert war, erfolgte ein solcher Unterstützungsangriff nicht. Hinzu kamen die falschen Informationen der Aufklärer, dass sich auf dem Ausbruchsweg nur sowjetische Etappenverbände befinden würden und somit der alleinige Einsatz von Handfeuerwaffen ausreichen würde. Den ausbrechenden Truppenverbänden schlossen sich auch unzählige Zivilisten an, welche zum Teil mit sehr viel Gepäck und Kinderwagen auf der Flucht vor den sowjetischen Verbänden waren. Pfeffer-Wildenbruch war sich der Lage bewusst und konnte einschätzen, dass eine solche Aktion nicht ohne schwere Verluste möglich war. Er wählte daher in Begleitung von etwa 500 SS-Soldaten den ungefährlicheren Weg durch den Kanal des Ördög-árok (dt. Teufelsgraben), welcher auf einer Länge von ungefähr fünf Kilometern weitgehend sicher war.
Überlebende des Ausbruchs berichteten später, dass über Lautsprecher der sowjetischen Propagandatruppen auch der damals bekannte ungarische Schlager „Dein Fliehen ist zwecklos, dein Rennen nützt nichts, von der Karte entfernen kannst du dich nicht“ gesendet wurde und Rufe wie „Wir wissen, dass ihr kommt, wir erwarten euch schon!“ auf Ungarisch ertönten.
Nachdem die ersten tausenden Ausbrechenden die Stellungen der 180. sowjetischen Infanteriedivision überwunden hatten, was bereits unzählige Tote kostete, wurden sie an der Straßenabzweigung bei Budagyöngye von starken sowjetischen Kampfverbänden aufgehalten. Bereits die Soldaten der zweiten Ausbruchsgruppe wagten kein weiteres Vorrücken mehr, worauf die Oberstleutnante Georg Wilhelm Schöning und Helmut Wolff erkannten, dass ein Weiterkommen in Richtung der heutigen Szilágyi Erzsébet fasor unmöglich sei. Sie gaben daraufhin einem Bataillon der Division den Befehl, den Ausbruch über die Blutwiese in Richtung Kékgolyó utca vorzunehmen und erreichten dadurch die Anhöhe des Svábhegy (dt. Schwabenberg) vor Budakeszi.
Der Fluchtversuch durch den Kanal des Teufelsgrabens scheiterte. Pfeffer-Wildenbruch floh in eine nahestehende Villa und ergab sich am 12. Februar kampflos den sowjetischen Soldaten. 
Die etwa 20.000 durchgebrochenen deutschen und ungarischen Soldaten wurden weiterhin von sowjetischen Verbänden verfolgt.

### Resümee der Kämpfe um Budapest
Die Belagerung von Budapest war einer der längsten und blutigsten Stadtkämpfe während des Zweiten Weltkriegs. Zwischen dem Erscheinen des ersten Sowjetpanzers an der Stadtgrenze der ungarischen Hauptstadt und der Eroberung der königlichen Burg auf der westlichen Stadtseite vergingen 102 Kampftage. Zum Vergleich: der direkte Kampf um Berlin dauerte nur etwa zwei Wochen; der im Stadtgebiet Wien nur vom 6. bis zum 13. April 1945. Mit Ausnahme von Warschau wurden die anderen europäischen Hauptstädte kaum oder gar nicht zu Kriegsschauplätzen. 
Auch die ebenfalls zur Festung erklärten und stark umkämpften Städte wie Königsberg (heute Kaliningrad) oder Breslau (heute Wrocław) hielten nur 77 bzw. 82 Tage den Belagerern stand. Die Eroberung von Breslau wurde von der Stawka auch nicht forciert, der dortige Festungskommandant kapitulierte letztlich am 6. Mai 1945.
Die Intensität der Budapester Kämpfe kann nur mit folgenden Kampfhandlungen während des Zweiten Weltkriegs verglichen werden:
- Warschauer Aufstand, für dessen Niederschlagung die Wehrmacht 63 Tage benötigte;
- Leningrader Blockade (heute Sankt Petersburg), die rund drei Jahre dauerte, wobei es aber zu keinen Straßenkämpfen kam;
- Schlacht von Stalingrad (heute Wolgograd), die etwa vier Monate lang direkter Kriegsschauplatz war.[9]

Die rund 800.000 Einwohner von Budapest waren den Kämpfen, welche bereits in den zeitgenössischen militärischen Aufzeichnungen mit denen von Stalingrad verglichen wurden, voll ausgesetzt.
Die Budapester Bevölkerung beklagte etwa 38.000 Tote. Ohne Anrechnung der sowjetischen Opfer war jedes zweite Opfer der Belagerung eine Zivilperson. Seitens der sowjetischen Armee gab es beinahe 80.000 Tote, welche damit zahlenmäßig etwas höher waren als jene der deutsch-ungarischen Verteidiger und der Zivilbevölkerung insgesamt.
Die vorwiegend aus Ungarndeutschen (Volksdeutsche) aufgestellten und in Budapest eingesetzten Einheiten, wie die 18. SS-Panzergrenadier-Division Horst Wessel, die 22. SS-Kavallerie-Division Maria Theresia, die SS-Polizeiregimenter 6, 8, 12 sowie die 8. SS-Kavallerie-Division „Florian Geyer“ wurden während der Kämpfe oder beim Ausbruch fast vollständig vernichtet.

## Fortsetzungskrieg in Ungarn
Nachdem am 13. Februar in Budapest die Kampfhandlungen eingestellt worden waren, verlagerten sich diese in die Wälder von Nagykovácsi, wo die deutschen und ungarischen Verbände unter schwersten Verlusten versuchten, die Hauptkampflinie der Heeresgruppe Süd hinter dem Zsámbéker Becken und nahe dem Gerecse-Gebirge zu erreichen, wobei sie ständig mit sowjetischen Fliegerangriffen konfrontiert waren. Allein die bewaldeten Gebiete boten etwas Schutz vor sowjetischen Infanterie- und Kavallerieverbänden, welche von Panzern begleitet wurden. Die deutschen Linien bei Mány, Zsámbék (dt. Schambeck) und bei Szomor waren allerdings nur erreichbar, wenn das unbewaldete Zsámbéker Becken überwunden wurde, wo sich ein Riegel aus sowjetischen Panzern positioniert hatte. Letztlich erreichten nur 624 Soldaten und Offiziere, von ca. 20.000 Ausgebrochenen, bis zum 16. Februar 1945 die deutsche Hauptkampflinie.
Am Abend des gleichen Tages erreichte die erste Gruppe unter Führung des ungarischen Oberleutnant László Szilasi Szabó, im Zivilleben ein Schauspieler, die zwischen Szomor und Máriahalom gelegene Anhöhe bei Anyácsa-Puszta. Stunden später kam auch die ungefähr 300 bis 400 Mann starke Gruppe, angeführt von Helmut Wolff beziehungsweise Wilhelm Schöning an. Die Soldaten hatten zuvor kleinere Gruppen von 15 bis 25 Personen gebildet, da sich das Vordringen auf diese Weise am besten organisieren ließ.
Einige der deutschen Soldaten, welche es nicht bis zu den eigenen Linien mehr schafften, verbargen sich bis zum Frühling, vereinzelte sogar bis zum Sommer 1945, in den Wäldern und konnten sich zeitweilig auch wieder in Budapest verstecken. Bekannt wurde hier beispielsweise, dass eine ungarische Familie, die bereits vorher vielen Juden Schutz geboten hatte, nach der sowjetischen Besetzung einem deutschen Soldaten bis Mai 1945 Zuflucht gewährte. Andere deutsche Soldaten versuchten nach mehreren Tagen in Zivilkleidung aus Budapest zu fliehen.

### Vorbereitungen zur Operation Frühlingserwachen
Ab dem 15. Februar 1945 wurde in Ungarn durch die Heeresgruppe Süd eine neue Offensive eröffnet. Hitler schickte hierzu ein SS-Panzerkorps, gefolgt von den Resten der 6. Panzerarmee, welche zu diesem Zeitpunkt noch nicht dort eingetroffen waren. Mit der Operation Frühlingserwachen wurde die letzte Großoffensive des Dritten Reiches geplant und eingeleitet. Eine entsprechende Entscheidung über einen totalen Kriegseinsatz in Ungarn hatte Hitler und das OKW bereits im Januar 1945 gefällt, als er befahl, die 6. Panzerarmee nach Ungarn zu verlegen. Durch eine Funktäuschung wurde die Stationierung dieser Panzerarmee im Raum Frankfurt (Oder)–Fürstenwalde der 1. Weißrussischen Front unter dem Befehl von Marschall Schukow vorgespielt. Sepp Dietrich, als Oberbefehlshaber dieser Panzerarmee, erschien persönlich bei zahlreichen Dienststellen in und um Berlin, um die Verlegungen seiner Verbände über Dresden, Prag und Brünn bis nach Wien zu tarnen. Als erstes trafen im Raum Győr–Komárom die 1. und 12. SS-Panzer-Division des I. SS-Panzerkorps ein. Wegen der starken Zerstörungen im Bahnverkehr wurde die Verlegung immer wieder verzögert. Hitler plante mit seinen Generalstabsoffizieren im OKW bereits zu Beginn der Entsatzangriffe auf Budapest eine „kleine“ und eine „große“ Variante. Die „kleine“ sah den Entsatz der Hauptstadt, welche aber mittlerweile abgebrochen wurde und durch den Verlust Budapests keine Rolle mehr spielte. Als „große“ Variante wollte er die komplette Rückeroberung Transdanubiens vornehmen lassen. Diese Planungen hatte er bereits während des dritten Entsatzversuches der ungarischen Hauptstadt seinem Generalstab mitgeteilt.
Die 6. Panzerarmee sollte den Hauptschlag gegen die in Südwestungarn stehende 3. Ukrainische Front führen und diese über die Donau zurückdrängen. Die Armee wurde hierzu durch die 356. und 44. Infanterie-Division, die 23. Panzer-Division, die 3. und 4. Kavallerie-Division der Wehrmacht verstärkt. Unterstützt wurden die Operationen durch Angriffe von der südlich des Plattensee stehenden 2. Panzerarmee und von Jugoslawien stehenden Heeresgruppe E mit zusätzlichen neun kroatischen Divisionen. Dieser zwischen dem Balaton und der Drau operierenden 2. Panzerarmee der Wehrmacht hatte Hitler die Weisung erteilt, unter dem Decknamen „Eisbrecher“ einen weit gestreckten Angriff gegen den Raum Kaposvár vorzubereiten. Von Südosten her, Richtung dem kroatischen Osijek und Donji Miholjac, sollte diese dann einen Angriff auf die Südflanke der 3. Ukrainischen Front führen.
Die Armeegruppe Balck sollte zeitgleich aus dem Raum Székesfehérvár eine Offensive nach Süden starten um somit durch einen Zangenangriffes, mit der 2. Ukrainischen Front unter dem Kommando von Generaloberst Iwan Stepanowitsch Konew, gleich zwei Sowjetarmeen einkesseln zu können. Hitler erließ hierzu mehrere „Führerbefehle“ über die Tarnung und Geheimhaltung der Zuführung der beiden SS-Panzerkorps. Unter anderem waren Ärmelbänder und Schulterklappenabzeichen abzulegen, die Nummernschilder der Fahrzeuge abzudecken. Bei einer geringsten Verletzung der Geheimhaltung war die Todesstrafe angedroht. Die Divisionen des I. SS-Panzerkorps waren als „Ersatzstaffel“ des IV. SS-Panzerkorps und die Divisionen der II. SS-Panzerkorps als „Ausbildungsgruppe“ getarnt. Das Oberkommando der 6. Panzerarmee erhielt die Tarnbezeichnung „Höherer Pionierführer Ungarn“.
Zunächst wollte Hitler die Gefahr einer sowjetischen Offensive aus dem Raum Gran (Esztergom) ausschalten lassen, von wo auch die sowjetischen Verbände, unter dem Kommando von Issa Alexandrowitsch Plijew, einen Brückenkopf gebildet hatten und die noch in deutscher Hand befindlichen Ölraffinerien in Komárom und Bratislava, sowie auch die Wiener Pforte bedrohten. Dieser Brückenkopf sollte durch den Angriff zweier Panzerkorps zerschlagen werden, über den Hron eigene Brückenköpfe gebildet werden. Im Verband der 8. Armee (General der Gebirgstruppe Hans Kreysing) hatten das I. SS-Panzerkorps und das Panzerkorps Feldherrnhalle den Auftrag, den sowjetischen Brückenkopf nördlich der Donau bei Gran von Norden und Westen aus anzugreifen.
Begünstigt wurde das Unternehmen Südwind dadurch, dass ausreichend Infanterie zur Verfügung stand und der Heeresgruppe Süd noch 260 einsatzbereite Panzer für den Angriff zur Verfügung standen. Des Weiteren hatte Marschall Malinowski, der Oberkommandierende der 3. Ukrainischen Front, die Armeegruppe Plijew und die 6. Garde-Panzerarmee einige Wochen vorher zur Auffrischung aus dem Brückenkopf nach Osten zurückgezogen, so dass die sowjetischen Verbände nur aus dem 24. und 25. Garde-Schützenkorps und zwei Panzerbrigaden bestanden.
Aus Witterungsgründen begann der deutsche Angriff am 17. Februar morgens um 4 Uhr, bei welchem es trotz Tauwetter gelang, die sowjetische Front zu durchbrechen, und innerhalb von 24 Stunden den Brückenkopf um 30 % einzudrücken. Daraufhin bauten die sowjetischen Verbände eine tief gegliederte Verteidigung auf. Zur Unterstützung der Offensive startete die 96. Infanterie-Division ein Landungsunternehmen über die Donau von Süden nach Norden und bildete einen dort eigenen Brückenkopf im Rücken der sowjetischen Verteidigung. Der Division war die Region noch sehr bekannt, da sie wenige Wochen vorher in umgekehrter Richtung den Rückzug der deutschen Ostfront absicherten. Bei starken Hochwasser, die Donau stieg an einem Tag um 3,3 Meter, gelang es der übergesetzten Kampfgruppe 20 Sturmgeschütze auf die andere Uferseite zu bringen, wobei sie allerdings erhebliche Verluste durch die sowjetische Luftüberlegenheit erlitt. Die 7. Gardearmee musste daraufhin ihren Südflügel unter erheblichen Verlusten räumen. Im Mittelabschnitt des Brückenkopfes hielten aber die sowjetischen Schützen noch fest ihre Stellungen. Die letzten der von sowjetischen Truppen verteidigten Ortschaften wurden schließlich am 24. Februar wieder in Besitz genommen. Im Ergebnis dieser deutschen Operation wurden mehrere sowjetische Divisionen zerschlagen, und die beiden Schützenkorps verloren fast alle ihrer schweren Waffen. Der Wehrmachtbericht meldete 700 Gefangene, 4000 gezählte Tote, 90 abgeschossene Panzer und 334 erbeutete Geschütze. Jedoch waren auch die deutschen Verluste erheblich.
Etwa 6500 Soldaten waren gefallen, verwundet oder wurden vermisst und 156 Panzer und Sturmgeschütze waren nicht mehr einsatzfähig, womit die Divisionen des I. SS-Panzerkorps auf deren Ausgangsstand nach der Ardennenoffensive zurückfielen.
Noch schwerwiegender wog allerdings die Tatsache, dass die aufwendige Tarnung des Aufmarsches der 6. Panzerarmee weitgehend preisgegeben wurde. Für das OKW war der Erfolg der Operation „Südwind“ eine notwendige Voraussetzung aller Gegenoffensiven in der Region Transdanubien, wobei aber der verbliebene sowjetische Brückenkopf weiterhin Komárom, Bratislava und Wien gefährdete und die südlich der Donau operierende deutsche Angriffsgruppe konnte nicht für weitere Operationen frei gekämpft werden. Die Situation ähnelte weiterhin der von Anfang Januar 1945, als die 6. Garde-Panzerarmee beinahe Komárom und Érsekújvár (damals Ungarn) erobert hatten.

### Die Situation der Zivilbevölkerung

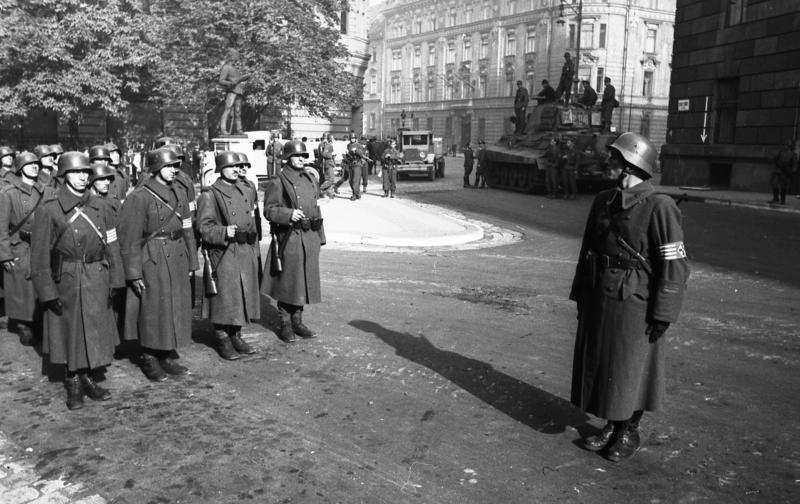
Angetretene Pfeilkreuzler

Während sich in Ungarn beide Kriegsparteien auf die letzte Offensive vorbereiteten, regierten dort die Pfeilkreuzler unter der Führung von Ferenc Szálasi, welche im Oktober 1944 die Macht übernommen hatten. Diese führten ein diktatorisches System, in deren Folge noch 76.000 Juden deportiert wurden und bereits im Oktober 1944 tausende ungarische Juden am Ufer der Donau erschossen wurden. Der ungarische Historiker Krisztián Ungváry nennt hier Zahlen, wobei es sich um ca. 2.600 bis 3.600 Juden handelte, welche bereits direkt nach der Machtübernahme auf diese Weise ermordet wurden. In ganz Budapest fanden Massaker statt, so z. B. am 12. Januar 1945 im jüdischen Krankenhaus in der Maros-Straße, als etwa 90 Ärzte von einem Pfeilkreuzlertrupp erschossen wurden. Der Anführer eines größeren Mordkommandos war hierbei der ehemalige Wasserball-Olympiateilnehmer von 1936 und Mitglied der ungarischen Wasserballnationalmannschaft, Márton Hommonay. Allerdings kontrollierten diese im Februar 1945 nur noch einige Komitate im nordwestlichen Ungarn. Szálasi hielt sich zu dieser Zeit vorwiegend in seinem Befehlsstand in Kőszeg nahe Steinamanger an der österreichischen Grenze auf, wohin er mit seiner Regierung nach der sowjetischen Besetzung von Budapest geflohen war, und arbeitete an seinen „Büchern des Hungarismus“. Wöchentlich reiste er mit seinem engeren Stab in einer Art „Staatsinspektion“ und besuchte die Dörfer um Kőszeg, Szombathely und Zalaegerszeg. Dort durften die Einwohner Fragen stellen, die Szálasi auch beantwortete. Zur gleichen Zeit hingen allerdings auch überall Plakate, nach denen alle jene sofort standrechtlich erschossen werden, die sogenanntes „verzagtes Verhalten“ an den Tag legten. Hierzu gehörte vor allem jeder Zweifel an der siegreichen Beendigung des Krieges. Vereinzelt wurden trotzdem die Terrormethoden der Parteimiliz bei Szálasi angesprochen und kritisiert, woraufhin auch einige Ablösungen erfolgten, sich aber an der grundsätzlichen Willkür und dem Terror nichts wirklich änderte.

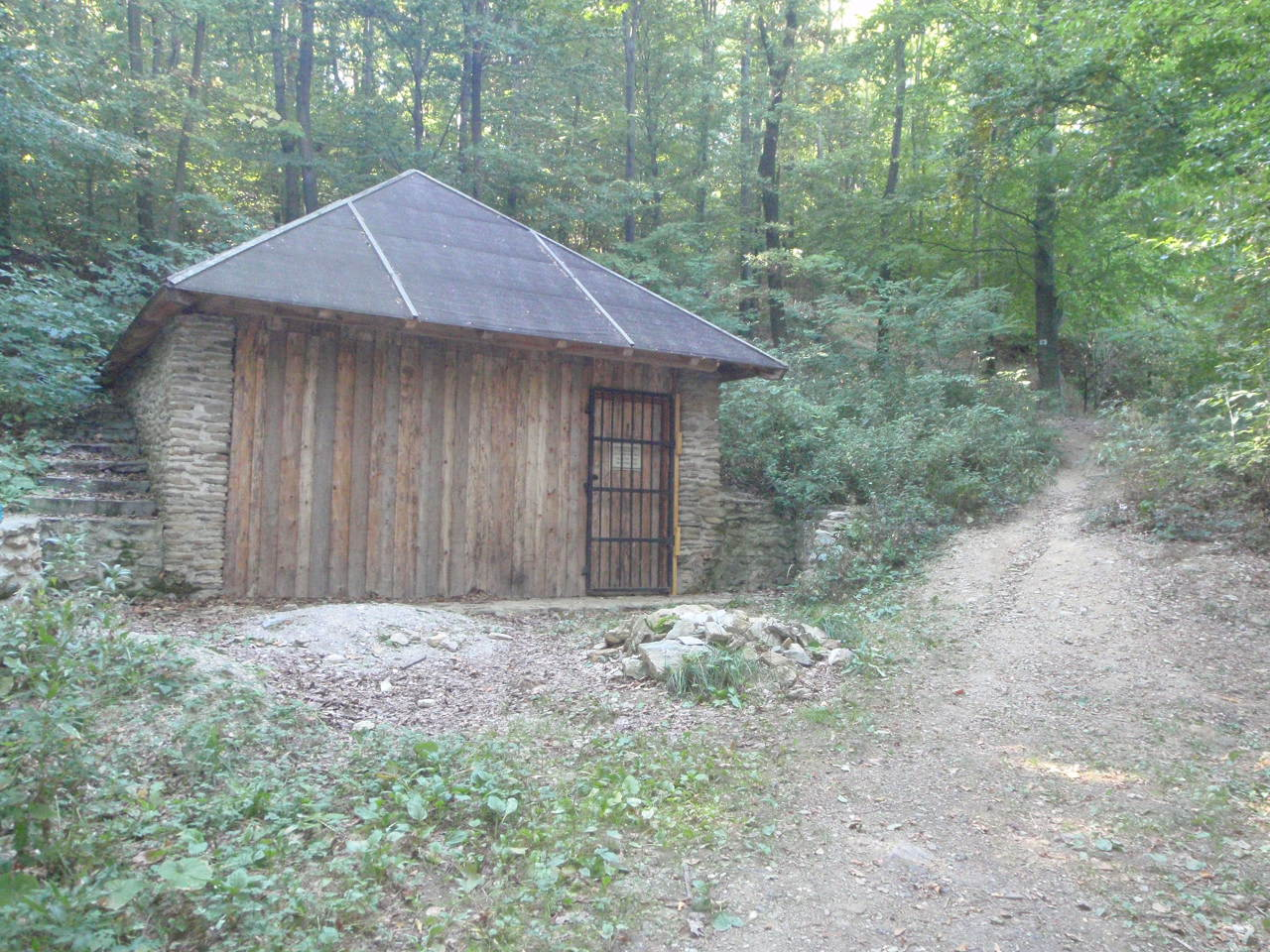
Szálasi-Bunker und Hauptquartier bei Kőszeg (Güns)

Die schlimmsten Zustände für die Zivilbevölkerung herrschten allerdings beim Bau des Südostwalls an der Grenze zu Österreich. Hier mussten auch mehr als 50.000 ungarische Juden unter unbeschreiblichen Bedingungen Erdarbeiten verrichten, wobei viele tausende von ihnen starben. Im ungarischen Parlament wurden zwar diese Tatsachen angesprochen, allerdings nur weil die Abgeordneten befürchteten, die zusehende Bevölkerung könnte sich gegen Szálasi wenden und den heranrückenden sowjetischen Truppen helfen. Der damalige nationalsozialistische Abgeordnete Károly Maróthy äußerte laut Protokoll des Parlaments bei einer Plenarsitzung folgendes: […]„…man darf nicht zulassen, dass aufgrund einiger Fälle Mitleid mit ihnen aufkommt. (…) Auch muss mit den Sterbenden etwas getan werden, damit sie nicht den ganzen Tag lang im Graben röcheln. Man darf nicht zulassen, dass die Bevölkerung das Massensterben mitbekommt. (…) Die Todesfälle sollten nicht in ungarischen Totenregistern aufgeführt werden. [Sie] sollten nicht von den Pfeilkreuzlerbehörden, sondern von den Deutschen registriert werden.“
In der Region des heutigen Bezirk Oberwart wurden noch mehrere hundert jüdische Zwangsarbeiter von der SS, Angehörigen der Hitlerjugend und dem Volkssturm bei den Massakern von Rechnitz und Deutsch Schützen ermordet.

### Operation Frühlingserwachen
Nachdem am 6. März 1945 alle Divisionen der deutschen 6. Panzerarmee in Ungarn eingetroffen waren, wurde mit der Operation Frühlingserwachen begonnen. Hitler setzte mit dieser Offensive alles auf eine Karte. Es war bereits absehbar, dass die Westalliierten und die Rote Armee auch an den anderen Fronten mit ihren Offensive beginnen würden.
Die Wetterbedingungen für diese Offensive waren schlecht, da seit Ende Februar Tauwetter eingesetzt hatte und es stark regnete. Es standen nur wenige Straßen für die Fahrzeuge zur Verfügung, und die sowjetische Luftaufklärung überwachte sämtliche Bewegungen der deutschen Truppenverbände. Dem sowjetischen Generalstab lagen bereits seit Ende Februar sichere Informationen über die geplante Operation vor. Die deutschen Stäbe hatten gerade im geplanten Angriffsraum nur eingeschränkte Kenntnisse zum ungarischen Terrain und den dortigen Wetterbedingungen.
Trotz eindringlicher Hinweise mehrerer ungarischer Offiziere, welche darauf verwiesen, dass das Gebiet des Sárvíz-Kanal bei Sárbogárd sich zu dieser Jahreszeit nicht für einen Angriff mit gepanzerter Kräften eigne, wurde an den Planungen der Offensive festgehalten. Um die Beweglichkeit der Panzer zu erhöhen, setzte die Armeegruppe Balck sogenannte „Straßen-Standgerichte“ ein, die jeden für die Straßenwiederherstellung Verantwortlichen, welcher seine Pflicht versäumte, sofort aburteilen sollten. Die deutschen Truppen waren, abgesehen von nur bedingt einsetzbaren Panzern und Sturmgeschützen, in allen Bereichen den heranrückenden sowjetischen Truppen unterlegen. Besonders deutlich war diese Unterlegenheit auf dem Gebiet der Artillerie. Der 6. Panzerarmee standen in ihrem 40 Kilometer langen Angriffsstreifen nur etwa 400 Geschütze (10 Stück pro Frontkilometer) zur Verfügung. Den sowjetischen Verbänden standen dagegen bis zu 65 Geschütze und Granatwerfer je Frontkilometer zur Verfügung, was eine 6,5-fache Überlegenheit darstellte.

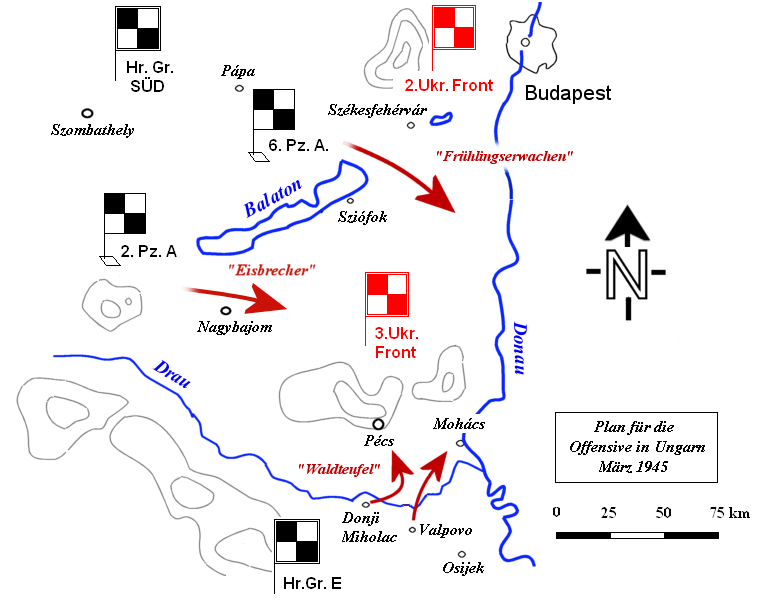
Operationsplanungen der Plattenseeoperation

Allerdings hatten die sowjetischen Verteidigungsstellungen nur eine geringe Tiefe von etwa 25 bis 40 Kilometer. Das Operationsgebiet wurde mit dem Balaton und dem Velencer See durch zwei natürliche Barrieren geteilt, was die Manövriermöglichkeiten der angreifenden deutschen Panzer allerdings erheblich einschränkte. Die sowjetische Verteidigung wurde daher besonders dicht ausgebaut. An den Kampfschwerpunkten setzte sie dann 2500 bis 3000 Panzerminen sowie 65 Geschütze und Granatwerfer pro Frontkilometer ein. Die Panzerabwehr wurde durch Verstärkung von selbständigen Pakregimentern aus der Reserve der Stawka, auf 28 Panzerabwehrkanonen je Frontkilometer erhöht.
Am 6. März 1945 um 1 Uhr begann der Angriff der deutschen Verbände über die Drau, bei Nagybajom unterstützt durch die 2. Panzerarmee, unter dem Kommando von General der Artillerie Maximilian de Angelis, mit geringen Kräften, welche somit kaum Geländegewinne erzielen konnten. Um 4 Uhr begannen Hauptkräfte der 6. Panzerarmee zwischen dem Balaton und dem Velencersee ihre Operationen. Im Oberkommando der Heeresgruppe Süd wurde man bereits kurz nach Beginn der Operation nervös, weil trotz gegenteiliger Funkrufe von einem unterstützenden Einsatz des II. SS-Panzerkorps bis zum Abend nichts zu spüren war.
Ab dem 7. März wurde stellenweise das sowjetische Verteidigungssystem aufgebrochen, jedoch war die Geschwindigkeit des Vordringens so gering, dass man nicht von einem strategischen Durchbruch sprechen konnte. Der Oberbefehlshaber der Heeresgruppe Süd, General der Infanterie Wöhler, musste jedoch feststellen, dass die sowjetischen Armeen ihre verfügbaren operativen Reserven im Frontbereich noch gar nicht eingesetzt hatten. Auch mussten dem nervösen Hitler durch die 6. Panzerarmee täglich Meldung über Personenverluste und Ausfälle von Panzern und Sturmgeschützen erstattet werden.

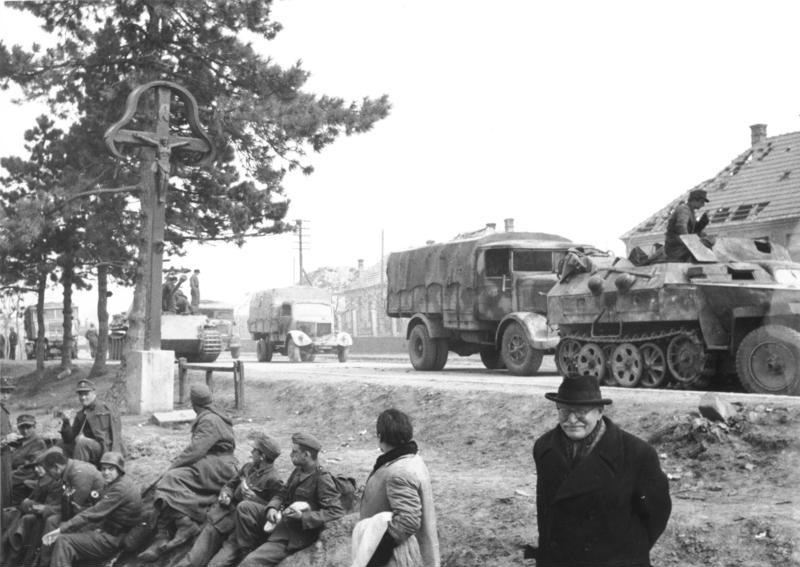
Rückzug der deutschen Truppen

Trotz der deutschen Probleme wurde die Situation auch für den sowjetischen Oberbefehlshaber Tolbuchin ernst. Das langsame aber sichere Vordringen der 6. Panzerarmee verleitete ihn zur Überschätzung der deutschen Kampfkraft. Am 9. März bat er die Stawka, auch die 9. Gardearmee zur Verteidigung einsetzen zu dürfen. Er erwog weiterhin sogar, sich mit seinem Stab oder auch mit der gesamten Front auf die andere Seite der Donau zurückzuziehen. Stalin lehnte dies ab und antwortete ihm: […]„Genosse Tolbuchin, wenn Sie denken, den Krieg noch um fünf bis sechs Monate zu verzögern, dann beordern Sie doch ihre Truppen zurück. Dort wird es zweifelsohne ruhiger sein. Aber ich bezweifle, dass Sie das wollen. Deshalb ist es notwendig, sich am linken Ufer der Donau zu verteidigen, und Sie sollten sich mit ihrem Stab auch dort aufhalten.“ Nachdem sich ab dem 12. März die Wetterverhältnisse gebessert hatten und auch weitgehend die Wege und Straßen stabilisiert waren, war allerdings die deutsche Offensive bereits festgefahren. Zwischen Siófok bzw. Pincehely, im Süden Ungarns, und dem Velencersee war die dritte sowjetische Verteidigungslinie vom deutschen Angriff nicht einmal erreicht worden. Trotzdem musste die Heeresgruppe Süd bereits in der ersten Angriffswoche 12.358 tote, verwundete und vermisste Soldaten melden, wobei es sich hierbei nur um die deutschen Verluste handelte. Auch 31 Panzer waren vollständig ausgefallen. Zwar standen inzwischen theoretisch wieder 1796 Stück zur Verfügung, allerdings waren davon nur 772 wirklich einsatzbereit. Die geringe Ausfallzahl kann damit begründet werden, dass aufgrund der Witterungs- und Straßenverhältnisse, entgegen den ursprünglichen Planungen, diese nur vereinzelt eingesetzt werden konnten. Die sowjetischen Verluste waren mit insgesamt 32.899 toten, verwundeten und vermissten Soldaten noch höher. Die 3. Ukrainische Front zählte den Verlust von 152 Panzern und 415 Panzerabwehrkanonen.
Ab 14. März meldete das IV. SS Panzerkorps und die ungarische 3. Armee übereinstimmend, dass seitens der sowjetischen Armeen bis zu 1.000 Fahrzeuge herangezogen wurden. Die deutsche Luftaufklärung bestätigte diese Erkenntnisse ebenfalls. Daraufhin planten die Heeresgruppe Süd und die 6. Panzerarmee, den Angriff einzustellen, um die Kräfte bei Székesfehérvár umgruppieren zu können, um einerseits dem drohenden sowjetischen Gegenangriff zu begegnen und andererseits die Offensivkraft der eigenen Truppe, bei besseren Geländeverhältnissen östlich des Sárvíz-Kanals, besser auszunutzen zu können. Im Bewusstsein, dass Hitler diese Umgruppierung nicht erlauben würde, wurden diese Planungen verworfen. In Anbetracht der Erfahrungen und Kampfkraft der eigenen Truppe bei günstigem Wetter und gut gewähltem Gelände war die militärisch sinnvolle Variante damit verworfen worden. Allein die 20. Panzer-Division reichte im Januar 1945 aus, um den Angriff der ganzen 6. Garde-Panzerarmee zu stoppen, und das IV. SS-Panzerkorps zerschlug im Rahmen Operation Konrad 3 fast alle schnellen Truppenverbände Tolbuchins.
Die Heeresgruppe Süd verfügte am 15. März insgesamt über 1796 Panzer, wovon sich jedoch 1024 in der Reparatur befanden. Auch daran ist erkennbar, dass deren Einsatzart letztlich eine schwerwiegende Fehlplanung des OKW war. Die drei Abteilungen Königstiger kamen während der Angriffe fast überhaupt nicht zur Geltung. Auch an Schützenpanzerwagen standen der 6. Panzerarmee am 15. März noch 957 Stück zur Verfügung, wobei erwähnenswert ist, dass von diesen Fahrzeugen bis zum genannten Datum nur ein einziges Fahrzeug durch Totalausfall verloren ging. Daraus ist ersichtlich, dass diese wirksame Angriffswaffe aufgrund der Witterungsverhältnisse überhaupt nicht zum Einsatz kam und die oberste deutsche Führung mit ihren Einsatzbefehlen zum Scheitern der gesamten Operation entscheidend beitrug.

## Der sowjetische Gegenschlag auf Wien und Preßburg (Bratislava)

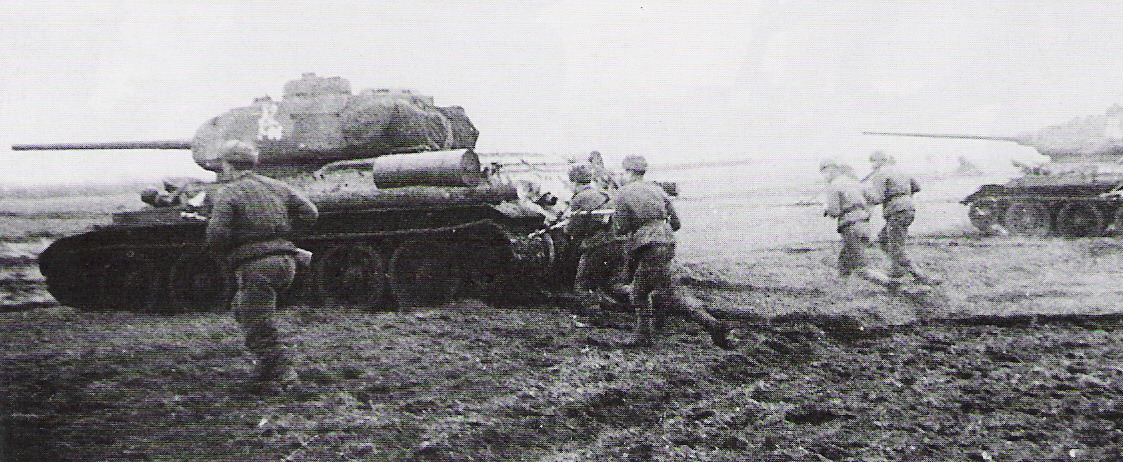
Angreifende Soldaten der Roten Armee in Ungarn

Mit starker Überlegenheit an Soldaten und Material im Rücken begann die Rote Armee in Ungarn ihren Gegenschlag, mit den strategischen Zielen Wien und Bratislava. Erklärtes Ziel war es, mit Wien die zweitgrößte Stadt des Deutschen Reiches zu erobern. Mit der frisch aufgefüllten 9. Gardearmee und der 6. Gardepanzerarmee verfügte sie über zwei großzügig ausgestattete Eliteverbände und sicherte sie sich damit nicht nur schnelle eigene militärische Erfolge, sondern auch eine moralische Ernüchterung bei den ungarischen Soldaten.
Witterungsbedingt, starker Nebel lag nördlich von Székesfehérvár, verzögerte sich der für den am Morgen des 16. März geplante sowjetische Doppel-Angriff um einige Stunden. Planungsgemäß sollte die 2. Ukrainische Front den Hauptschlag in Richtung Bratislava führen und die 3. Ukrainische Front in Richtung Wien angreifen. Noch am 9. März änderte Stalin aber diese Pläne, indem er die 9. Gardearmee der Front von Marschall Tolbuchin zuwies und eine Verstärkung für den Angriff in Richtung Wien bildete. Seitens der Artillerie war die Überlegenheit der sowjetischen Armeen am deutlichsten zu spüren. Auf einer Länge von 31 Kilometer wurden 5425 Geschütze und Granatwerfer eingesetzt. Den deutschen Truppen standen im gleichen Abschnitt dagegen lediglich 14 Geschütze und Granatwerfer pro Kilometer zur Verfügung. Die Überlegenheit betrug also 1 zu 12,5.
Der Auftrag der 2. Ukrainischen Front bestand darin, zwischen dem Vértes- und dem Gerecse-Gebirge um Csákvár die deutsche Front zu durchbrechen und den Angriff bis nach Komárom und Győr auszuweiten. Insgesamt verfügte die Angriffsgruppe der 3. Ukrainischen Front über 745.600 Soldaten; die Truppenstärke der 2. Ukrainischen Front, die nördlich der Donau vorgehen sollte, lag bei über 272.200 Soldaten. Diese Einheiten rückten am rechten Flügel der 3. Ukrainischen Front auf und griffen zusammen mit der dort bereits eingesetzten 4. Gardearmee die Sicherungen der 6. deutschen Armee an, deren Aufgabe war, der SS-Panzerarmee den Rücken freizuhalten.
Die sowjetischen Angriffe zeigten nördlich von Székesfehérvár, wo nur schwache ungarische Einheiten die Front hielten, schnell Erfolge. Das IV. Die 6. SS-Panzerarmee wurde daher nach Norden zurückbefohlen und übernahm den Frontabschnitt bis zur Donau, während die 6. Armee der Wehrmacht nun für den südlichen Frontabschnitt bis zum Plattensee verantwortlich wurde. Das SS-Panzerkorps konnte seine Stellungen daraufhin vorerst halten. Auch in die Hauptfront der Armeegruppe Balck im Vértes-Gebirge waren sowjetische Verbände bis zum Abend des 16. März auf einer Breite von 30 Kilometern und in einer Tiefe von 10 Kilometern eingebrochen. Stalin persönlich befahl daraufhin Malinowskij, die 6. Garde-Panzerarmee an Tolbuchin zu übergeben, um in dessen Abschnitt die Erfolge auszuweiten zu können. Der Einsatz dieser Einheit konnte aufgrund der notwendigen Verlegungen aber erst ab dem 19. März erfolgen und führte zu einem verhängnisvollen Zeitverlust für die sowjetische Operation.
Generaloberst Heinz Guderian, Chef des Oberkommandos des Heeres, der die drohende Gefahr durch die sowjetischen Offensive erkannte, befahl zur selben Zeit „eine grundsätzliche Umschaltung aller Pläne“, jedoch war Hitler bezüglich seiner Planungen nicht umzustimmen. Über alle taktischen Fragen oberhalb der Bataillonsebene verlangte er eine ausführliche „fernschriftliche Lagebeurteilung“ vom Oberkommando der Heeresgruppe Süd. Während dieser Unstimmigkeiten zwischen dem Führerhauptquartier und Heeresgruppe Süd, gelang der Roten Armee der entscheidende Durchbruch, nachdem 42 sowjetische Divisionen und acht schnelle motorisierte Verbände gegen die Stellungen der Wehrmacht anrückten. Die sowjetischen Angriffsspitzen überschritten nach diesen Erfolgen die Kammlinie des Vértes-Gebirges.
Die 6. Armee entging dabei nur knapp einer Einkesselung, weil den sowjetischen Truppen ganze drei Kilometer bis zum Plattensee fehlten, um den Divisionen dieser Armee den Rückweg abzuschneiden. Die Armeegruppe Balck gab hierfür den ungarischen Verbänden die Schuld, welche sich nach deren Vorwürfen „ohne Feinddruck“ in das Vértes-Gebirge abgesetzt hätten. Tatsächlich wurden die Stellungen aber durch einen schweren Angriff mit Artilleriegeschossen und Katjuscha-Raketenwerfer regelrecht umgepflügt und in jede sich ergebene Frontlücke drangen mehrere sowjetische Armeekorps ein. Die Lücke, die sich nun zwischen der 6. SS-Panzerarmee im Norden und der 6. Armee im Süden ergab, konnte danach nicht mehr geschlossen werden.
Am Morgen des 16. März begannen auch die Angriffe der sowjetischen 46. Armee, deren erste Bataillone in der natürlichen Enge zwischen dem Vértes- und dem Gerecse-Gebirge um Tatabánya standen, sodass es bereits bis zum gleichen Abend gelang, bis zu zehn Kilometer tief in die deutsch-ungarischen Stellungen einzudringen. Die unpassend optimistische, teilweise realitätsfremde Haltung Balcks drückte sich in mehreren irrealen Haltebefehlen aus. Noch am 17. März meldete er, dass der Feinddurchbruch bis jetzt verhindert worden sei, was seinen Vorgesetzten, Generaloberst Wöhler, zu einer diesbezüglichen Notiz schon am 15. März veranlasste […]„Für das K.T.B. [Kriegstagebuch]“ „Gen.d.Pz.Tr. [General der Panzertruppe] Balck zeigt in der Beurteilung der Lage den bekannten Optimismus auch dort, wo er nicht am Platze ist.“
Erst am 18. März gab Hitler die Erlaubnis, das II. SS-Panzerkorps herauszuziehen, die Front Richtung Székesfehérvár umzugruppieren und die Frontlinie der Armeegruppe Balck mit jener der 6. Panzerarmee zu tauschen sei. Diese Rochade wirkte sich sowohl auf die Führung der Heeresgruppe, wie auch für den weiteren Kampfverlauf jedoch nachteilig aus. Der sowjetische Vormarsch beschleunigte sich dadurch und die Front brach nach und nach zusammen.
Nachdem auch am 19. März die sowjetische 6. Garde-Panzerarmee ihren Angriff begann, stieß diese schnell und wirkungsvoll in Richtung Westen nach Várpalota vor. Dort umschloss sie die deutschen Truppen auf einer Breite von zehn Kilometern teilweise und es drohte auch hier eine Einkesselung. Zur gleichen Zeit kesselte unterdessen die 46. Armee, die 3. ungarische Armee im Raum Esztergom und Komárom ein. An der Donau versuchten die sowjetischen Truppen ein Landungsunternehmen mit einer Flottille, der einen weiteren Brückenkopf in die deutschen Linien am Südufer des Flusses schlagen sollte. Dieses konnte von den deutsch-ungarischen Verbänden zeitweise abgeriegelt werden und somit der in den folgenden Tagen erfolgte Rückzug von etwa 20.000 Soldaten, vor allem die 96. Infanterie-Division, auf das Nordufer gesichert werden, welche somit innerhalb von drei Monaten zum vierten Mal die Seite der Donau wechselten.
Im von Deutschen und Pfeilkreuzlern kontrollierten restlichen Ungarn versuchten in diesen Tagen viele ungarische Soldaten, Offiziere und Angehörige der paramilitärischen Milizen unterzutauchen. Insbesondere die Waffen-SS bot hierbei den ungarischen Angehörigen der Honvéd-Armee an, diese etwa sechs Monate lang auszubilden, zu versorgen und neu zu bewaffnen. Bereits im November 1944 hatten ähnliche Versprechungen eine Massenmeldung unter den ungarischen Wehrpflichtigen bewirkt, die dann später vor allem in Ostpreußen, Westpreußen und Schlesien eingesetzt wurden. Andererseits änderte sich in einem großen Teil der ungarischen Verbände und bei der Zivilbevölkerung die Stimmung gegenüber den Deutschen. Viele waren aus ihren ungarischen Stäben herausgezogen worden und deutschen Einheiten unterstellt worden. Dieses Vorgehen war weder bei den ungarischen Soldaten, noch Offizieren populär, da diese sich sinnlos „verheizt“ fühlten und die Wehrmacht zu hassen begannen.
Generaloberst Károly Beregfy, der Chef des ungarischen Generalstabes, sagte hierzu bei einer Besprechung mit dem Bevollmächtigten General der deutschen Wehrmacht in Ungarn Hans von Greiffenberg: „[…] die untere Führung und die Bevölkerung empört sich über den Verkauf der Magyaren nach Deutschland zu Hiwizwecken und es ist fraglich, ob die nicht allzu starke neue [Pfeilkreuzler-] Regierung sich weiter behaupten kann. Zum Schluss muss ich sagen, dass in Ungarn die allgemein verbreitete Ansicht herrscht, der Bolschewismus könne nicht schlechter sein als eine Flucht nach Deutschland, im ersten Fall könne man jedoch mindestens im eigenen Land bleiben.“

## Der Rückzug aus Ungarn

Darstellung der Angriffsrichtungen 1944–45 (grüne Pfeile zeigen auch die Angriffsrichtung der Roten Armee in Richtung Wien)

Die von der 2. und 3. Ukrainische Front am 16. März gestartete Gegenoffensive kam schnell voran, und die deutschen Divisionen wurden nun sehr schnell und unter schweren Verlusten in Richtung Reichsgrenze zurückgedrängt. Durch sinnlose Haltebefehle seitens des OKW und Hitlers wurden diese Verluste noch verstärkt. Die sowjetischen Einheiten trieben die deutschen Verbände regelrecht vor sich her, was immer wieder die Gefahr einschloss, dass entstehende Frontlücken genutzt werden könnten, diese zu umfassen und einzukesseln. Am 21. März gab der SS-Gruppenführer Ullrich, als Kommandeur der 5. SS-Panzer-Division, entgegen dem „Führerbefehl“ die Stadt Székesfehérvár auf, womit diese zum dritten Mal in vier Monaten den Besatzer wechselte. Südwestlich des Plattensee war die Offensive der Deutschen festgefahren, und deren Verbände befanden sich in einem tiefen Einschnitt in den sowjetischen Linien. Da diese Stellungen vom Norden her bereits seit Tagen überflügelt waren, drohte nun mit dem Verlust von Székesfehérvár und Várpalota, die Einkesselung der gesamten Angriffsgruppe.
Hitler und das OKH ignorierten diese Tatsachen. Der Chef der Führungsabteilung im OKH, General der Infanterie Hans Krebs bemerkte: [ ]„die Gefahr bestehe, daß wir ins Gleiten kommen, wenn wir die Stadt [Székesfehérvár] aufgeben. Außerdem gibt es an der ganzen Ostfront keine Stelle, wo das Kräfteverhältnis so günstig ist, wie bei der Heeresgruppe Süd (…) Der Führer ist schon ungehalten, weil der Angriff der 6. Panzerarmee keine besseren Ergebnisse gebracht hat.“
Auch Guderian äußerte seine Unzufriedenheit, indem er dem Chef des Stabes der Heeresgruppe Süd antwortete: [ ]Die „Schwerfälligkeit und Nachlässigkeit“ der Führung sei empörend. Nur darauf sei die Erfolglosigkeit zurückzuführen. „Mit den Führern muss Fraktur geredet werden“. Hitler und Generaloberst Otto Wöhler, als Oberbefehlshaber der Heeresgruppe, hielten den Befehl aufrecht, dass kein Stückchen Boden ohne Kampf aufgegeben werden durfte. Die Frontführung der am meisten gefährdeten Gruppierungen, südwestlich des Balaton, widersetzte sich aber diesem Befehl und zog ihre Truppen langsam nach Nordwesten zurück, was auch später, trotz Verstoß gegen den „Führerbefehl“. nicht bestraft wurde.
Die 6. SS-Panzerarmee zog sich in Richtung Nordburgenland und Wien zurück und wurde hierbei von den drei sowjetischen Gardearmeen verfolgt. Die 6. Armee der Wehrmacht wählte den Weg in Richtung Südburgenland und Steiermark und wurde hierbei von der sowjetischen 26. und 27. Armee verfolgt. Am 22. März war nur noch ein 2,5 bis 3 Kilometer breiter Korridor offen, welcher die sieben umklammerten Divisionen verband. Die 9. SS-Panzer-Division „Hohenstaufen“ konnte diesen Korridor solange offen halten, bis die meisten deutschen Soldaten die Umklammerung verlassen hatten. Die schwere Bewaffnung musste dabei aber größtenteils aufgegeben werden. Bei den heftigen Rückzugsgefechten schoss das eingesetzte SS-Panzerregiment zwar an einem Tag 108 sowjetische Panzer ab, jedoch wurde gleichzeitig die 44. Division „Hoch- und Deutschmeister“ fast vollständig vernichtet, und auch deren Kommandeur Generalleutnant Hans-Günther von Rost fiel bei den Kämpfen.
Obwohl die Einkesselung der deutschen Armeen gescheitert war, war es ein wichtiger Erfolg für den Oberbefehlshaber der 3. Ukrainischen Front, Marschall Tolbuchin, der nun imstande war, nach der ersten Etappe der „Wiener Angriffsoperation“, dem Durchbruch der Front und Vernichtung der 6. Panzerarmee, sofort die zweite Etappe, die Verfolgung der deutschen Truppen bis in den Raum Wien, einzuleiten. Hierzu hatte er bislang die 9. Gardearmee und der 6. Garde-Panzerarmee geschont, welche während der deutschen Offensive nicht in die Kämpfe eingreifen durften, auch als die Lage der sowjetischen Truppen zweiten Märzwoche zeitweise bedrohlich erschien. Dadurch gelang es beiden Fronten, mit ausgeruhten Verbänden eine schnelle tiefe Operation durchzuführen. Der Grund für diese Eile bestand auch darin, dass Stalin befürchtete, die Wehrmacht könnte in Italien eine Sonderkapitulation unterzeichnen, und entgegen seinen Plänen könnten die alliierten Truppen schneller in Österreich vorankommen, als ihm passte.
Auch die seit September 1944 beschleunigt ausgebauten und teils auch schon fertigen Verteidigungsstellungen des „Südostwall“ konnten dies nicht gewährleisten. Deshalb wurden für die „Ungarn-Aktion“ gezielt auch Pionier- und Bausoldaten geworben. Die Deportation von über 500.000 ungarischen Juden war von Sommer bis Herbst 1944 auf Betreiben der ungarischen Regierung Lakatos unterbrochen. Ab Ende November 1944, mit Regierungsantritt der Pfeilkreuzler unter Ferenc Szálasi, wurden diese zwar wieder aufgenommen, aber aufgrund der anhaltenden Schlacht um Budapest und der Luftangriffe der Alliierten auf die Bahnverbindungen, die Hauptroute war hierbei jene nach Hegyeshalom, wurden diese in kräftezehrenden Fußmärschen unter Aufsicht ungarischer Wachmannschaften zu den Reichsgrenzen getrieben. Hier waren auch besondere KZ-Lager entlang der Baustellen errichtet worden. Neben den ungarischen Juden bauten Angehörige von elf Nationen an den Befestigungsanlagen.
Letztlich wurden die deutschen Divisionen während des Rückzugs aus Ungarn nicht ganz eingekesselt oder aufgerieben. Den sich zurückziehenden Armeen der Heeresgruppe Süd gelang es allerdings nicht mehr, in Ungarn eine zusammenhängende und stabile Verteidigung aufzubauen. Balck, Guderian und Wöhler schoben sich hierbei die Verantwortung gegenseitig zu und warfen auch der Waffen-SS und den eigenen Soldaten „Versagen“ vor. Die Waffen-SS-Führung beschuldigte wiederum Generaloberst Balck, wie ein Funkspruch am 23. März an die 6. Panzerarmee aussagt: [ ]„Division restlos zerschlagen und wird ausgenutzt bis zum letzten. Bitte um sofortige Herauslösung aus Verband Balck.“
In dieser letzten Phase des bereits verlorenen Kampfes um Ungarn opferte das OKH und die Führung der Heeresgruppe Süd durch sinnlose und gewissenlose Befehle eine große Anzahl von deutschen Soldaten und Offizieren. Die Befehle über die sogenannte „Bewahrung der Manneszucht“ verordneten beispielsweise die sofortige Erschießung der „Drückeberger“. Bis zum 3. April 1945 wurden allein im Bereich der 6. Panzerarmee der Wehrmacht aufgrund dieser Befehle noch mehr als 500 Soldaten ohne standgerichtliches Urteil erschossen. Nachdem ein Großteil der schweren Bewaffnungen in der Plattenseeoffensive zurückblieb, wurden die freiwerdenden Panzerbesatzungen mit einer Handfeuerwaffe ohne zureichende Ausbildung in die vordersten Linien geschickt. Hitler, der den SS-Panzerdivisionen ebenfalls Versagen vorwarf, beauftragte Himmler erfolglos, die Angelegenheit zu untersuchen. Als die 6. SS-Panzerarmee am 26. März Hitler ein weiteres Mal um eine Herauslösung aus der Armeegruppe Balck und um einen Rückzug hinter die Reichsgrenzen bat, reagierte er mit den Worten: [ ]„Die Leibstandarte hat nicht mehr das Recht, meinen Namen zu tragen“. In der Folge erteilte Himmler den sogenannten Ärmelstreifenbefehl, wonach entsprechende Binden von den Uniformen zu entfernen waren, obwohl diese bereits seit der getarnten Verlegung nach Ungarn gar nicht mehr getragen wurden. Die Frontlücken zwischen der Armeegruppe Balck und der 6. SS-Panzerarmee konnten bis zum Erreichen der Steiermark, Niederösterreich bzw. Wien nicht mehr geschlossen werden, da allmählich auch die Befehlsstruktur der Heeresgruppe zusammenbrach und Unterstellungsverhältnisse fast täglich wechselten.
Während des Rückzugs verloren die Divisionen der Heeresgruppe Süd mehr als 2.500 Panzer und Schützenpanzerwagen, überwiegend wegen Treibstoffmangels. Teilweise wurden sie noch gesprengt oder nötigenfalls an der Straße stehengelassen. Insbesondere am Nordufer des Balaton, in der Gegend um Veszprém, dem Bakony-Gebirge und Keszthely, wurden ganze Kolonnen von intakten Panzerfahrzeugen zurückgelassen. Die 2. und 3. Ukrainische Front konnte aus den so unversehrt erbeuteten Fahrzeugen eigene Kompanien aufstellen und ebenfalls gegen die Deutschen einsetzen.
Bereits am 25. März hatte die 2. Ukrainische Front ihren Angriff nördlich der Donau begonnen. Die deutsche Verteidigung war in diesem Abschnitt nicht in der Lage, diesen aufzuhalten. Erst an der damaligen deutsch-slowakischen Grenze konnte wieder eine zusammenhängende Front gebildet werden. Dies geschah neun Tage nach Beginn der sowjetischen Großoffensive in Westungarn, als Tolbuchins Truppen die 3. ungarische Armee und den Nordflügel der Armeegruppe Balck, welche noch auf das Nordufer übersetzten, nicht einkesseln konnten.
Zur selben Zeit überschritten die Westalliierten in Deutschland den Rhein, in Ostpreußen und Schlesien rückte die 1. Ukrainische Front vor, und die Alliierten bereiteten sich auf die Vereinigung mit der 2., 3. und 4. Ukrainischen Front sowie die Prager Operation und nördlich auf die Schlacht um Berlin vor. Die 1. Weißrussische Front unter Schukow stand bereits 60 Kilometer vor Berlin in der Schlacht um die Seelower Höhen. In Österreich, nach der vollständigen Besetzung Ungarns, leiteten die sowjetischen Verbände die entscheidende Schlacht um Wien ein, wo bereits Ende März die ersten Divisionen der 6. Gardepanzerarmee, der 4. und 9. Gardearmee im südlichen Burgenland, in Rechnitz und Schachendorf im Bezirk Oberwart, nach Österreich eingedrungen und in der ersten Aprilwoche von der nachstoßenden 26. Armee größtenteils erobert wurde.

## Verbleib der Heeresgruppe Süd
Nachdem die Heeresgruppe Süd in Ungarn fast vollständig zerschlagen worden war und sich die Reste in das Reichsgebiet in die Ostmark (heute Burgenland und Niederösterreich) hatten zurückziehen müssen, wurden sie dort gesammelt, neu strukturiert und am 2. April 1945 als Heeresgruppe Ostmark, unter dem Oberkommando von Generaloberst Lothar Rendulic, neu aufgestellt. Bis zum 7. Mai 1945 war sie dann an den Kämpfen der Schlacht um Wien beteiligt und kapitulierte am 8. Mai 1945.

### Verbleib der deutschen und ungarischen Front-Befehlshaber
- Generaloberst Heinz Guderian war seit dem 28. März 1945 von Hitler in die Führerreserve versetzt worden und geriet am 10. Mai 1945 in US-amerikanische Kriegsgefangenschaft, aus welcher er am 17. Juni 1948 entlassen wurde.

- General der Infanterie Otto Wöhler wurde am 7. April, nach der Niederlage in Ungarn, in die Führerreserve versetzt, geriet in Kriegsgefangenschaft und im OKW-Prozess 1948 in Nürnberg zu acht Jahren Gefängnis verurteilt und im Januar 1951 wieder aus diesem entlassen.

- General der Infanterie Hans von Greiffenberg wurde bei seiner Flucht vor den sowjetischen Truppen in Österreich von amerikanischen Verbänden aufgegriffen und kam bis 1947 in Kriegsgefangenschaft.

- General der Artillerie Maximilian de Angelis führte die Reste der 2. Panzerarmee in die südöstliche Steiermark nach Kärnten und in die Steiermark zurück. Dort geriet er am 9. Mai 1945 in US-amerikanische Gefangenschaft. Diese lieferten ihn am 4. April 1946 an Jugoslawien aus, wo er im Oktober 1948 als Kriegsverbrecher zu 20 Jahren Haft verurteilt wurde. Daraufhin wurde er an die Sowjetunion ausgeliefert, wo er nochmals zu zwei Mal 25 Jahren verurteilt wurde, jedoch bereits am 11. Oktober 1955, nach dem Besuch von Konrad Adenauer in Moskau, bei dem dieser die Entlassung von rund 10.000 deutschen Kriegsgefangenen vereinbarte, freigelassen und kehrte nach Deutschland zurück.

- General der Panzertruppe Hermann Balck kapitulierte mit den Resten der 6. Armee im Mai 1945 in der österreichischen Steiermark und war bis 1947 in US-amerikanischer Kriegsgefangenschaft.

- Generalleutnant Joseph von Radowitz, wurde kurz vor Kriegsende für die Verleihung des Ritterkreuz des Eisernen Kreuzes mit Eichenlaub vorgeschlagen und geriet kurze Zeit später in US-amerikanische Kriegsgefangenschaft. In dieser war er bis 1947 und wurde im Rahmen der Wiederbewaffnung reaktiviert und in der Bundeswehr am 1. Dezember 1955 zum Generalmajor ernannt.

- SS-Oberst-Gruppenführer und Generaloberst der Waffen-SS Sepp Dietrich war mit der 6. SS-Panzerarmee noch an den Kämpfen um Wien beteiligt, geriet danach in US-amerikanische Kriegsgefangenschaft und wurde im Rahmen des Malmedy-Prozess im Internierungslager Dachau zu lebenslanger Haft verurteilt, welche er aber nur zu einem Teil, bis zu seiner Freilassung 1951, im War Criminals Prison No. 1 absitzen musste.

- SS-Obergruppenführer und General der Waffen-SS Karl Pfeffer-Wildenbruch, kam am 11. Februar 1945 in sowjetische Kriegsgefangenschaft, wurde dort 1949 zu 25 Jahren Zwangsarbeit verurteilt und im Oktober 1955 im Zuge der Heimkehr der Zehntausend aus dieser entlassen.

- SS-Obergruppenführer und General der Waffen-SS Herbert Otto Gille führte sein Korps noch bis nach Kärnten, wo er sich am 8. Mai 1945 bei Radstadt in US-amerikanische Kriegsgefangenschaft begab, aus der er am 21. Mai 1948 entlassen wurde.

- SS-Oberführer Otto Baum kapitulierte mit der 16. SS-Panzergrenadier-Division „Reichsführer SS“ ebenfalls am 8. Mai 1945 bei Völkermarkt/Kärnten gegenüber den britischen Truppen und war bis Sommer 1946 in deren Kriegsgefangenschaft.

- General der Panzertruppe Hermann Breith, zog sich mit seinen Truppen ins österreichische Alpenvorland zurück, wo er sich am 8. Mai 1945 den US-amerikanischen Einheiten ergab und in Kriegsgefangenschaft bis Mai 1947 kam.

- SS-Brigadeführer und Generalmajor der Waffen-SS Hellmuth Becker zog mit seiner Division nach Wien und nahm an den dortigen Kämpfen teil. Kurz vor der Kapitulation der Stadt erhielt er den Befehl, sich nach Westen zu begeben und sich dortigen US-Amerikanern zu ergeben. Der Kommandant der amerikanischen Einheit lehnte die Entgegennahme der Kapitulation der Division ab. Daraufhin unternahm er den Versuch der ehrenhaften Kapitulation gegenüber den sowjetischen Truppen, wurde jedoch von diesen gefangen genommen. Im November 1947 wurde er von einem sowjetischen Militärgericht in Poltawa zu dreimal 25 Jahren Zwangsarbeit verurteilt und kam in das Kriegsgefangenenlager 377 in Swerdlowsk. Am 28. Februar 1953 starb er in diesem aus nicht näher bekannten Gründen, wobei eine Erschießung wegen Sabotage durch Augenzeugen behauptet wurde.

- Oberstleutnant Helmut Wolff war mit der Panzer-Division Feldherrnhalle 2 an den Kämpfen um Wien beteiligt, welche am 8. Mai 1945 gegenüber der Roten Armee kapitulierte. Nach der Kriegsgefangenschaft wurde er im Rahmen der Wiederbewaffnung reaktiviert und später Oberst der Bundeswehr sowie Kommandeur der Panzergrenadierbrigade 32.

- Der ungarische Verteidigungsminister (bis 27. März 1945) und Oberbefehlshaber der ungarischen Armee, Generaloberst Károly Beregfy, wurde am 30. April 1945 von Ferenc Szálasi wegen Unfähigkeit aller seiner Ämter enthoben und geriet danach auf der Flucht in Österreich in sowjetische Kriegsgefangenschaft. Diese übergaben ihn den ungarischen Behörden, von denen er im Februar 1946 wegen Kriegsverbrechen zum Tode verurteilt und zusammen mit dem Chef der Pfeilkreuzler, Gábor Vajna, am 12. März 1946 in Budapest öffentlich gehängt wurde.[17]

- Ministerpräsident Ferenc Szálasi floh mit seiner Regierung über Wien nach München, wo er im Mai 1945 in US-amerikanische Gefangenschaft geriet. Diese lieferten ihn am 3. Oktober des gleichen Jahres an die ungarischen Behörden aus, wo er am 5. Februar 1946 von einem Volksgericht wegen Kriegsverbrechen und Verbrechen gegen die Menschlichkeit zum Tode verurteilt wurde. Die öffentliche Hinrichtung durch Erhängen erfolgte am 12. März 1946 in Budapest.[17] Sein Gnadengesuch an das Volksgericht wurde erst einen Tag später vom Justizminister István Ries bearbeitet und auch trotz der bereits durchgeführten Hinrichtung als nicht diskutabel und als „einer Barmherzigkeit unwürdig“ abgelehnt. Auch Staatspräsident Zoltán Tildy schloss sich dieser Haltung an, obwohl Ministerpräsident Ferenc Nagy bereits einen Gesetzesentwurf erarbeitete, welcher den Vollzug der Todesstrafe aussetzen und bereits erfolgte Verurteilungen in langjährige Haftstrafen umgewandelt werden sollten. Der Gesetzesentwurf wurde dem ungarischen Parlament zwei Tage nach den erfolgten öffentlichen Hinrichtungen, am 14. März 1946, zur Diskussion vorgelegt, jedoch wurde die Todesstrafe durch die politische Entwicklung in Ungarn erst 1990 abgeschafft. Szálasi wurde an einem geheimgehaltenen Ort anonym beigesetzt.